# 梅田

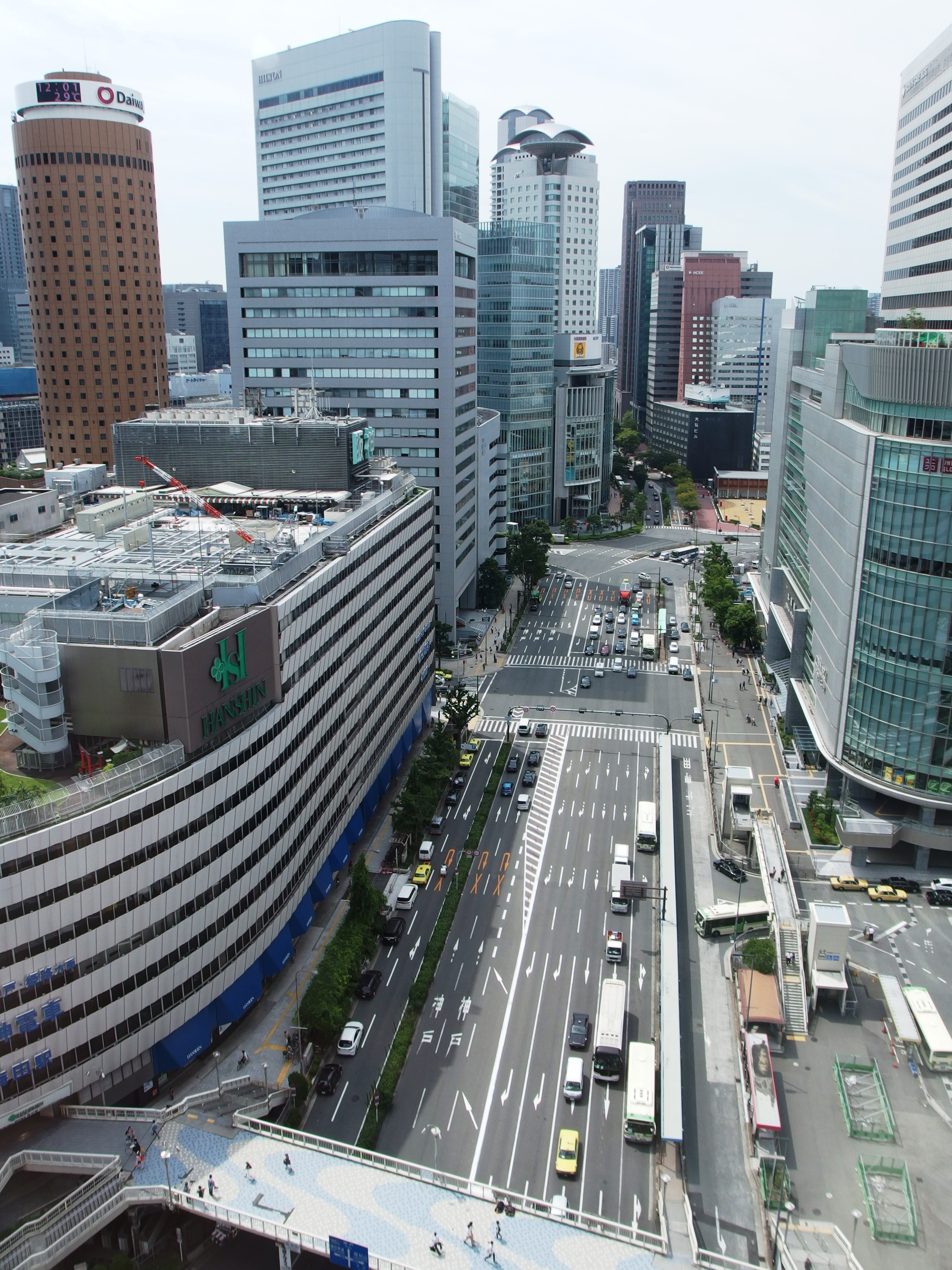
大阪站前街景

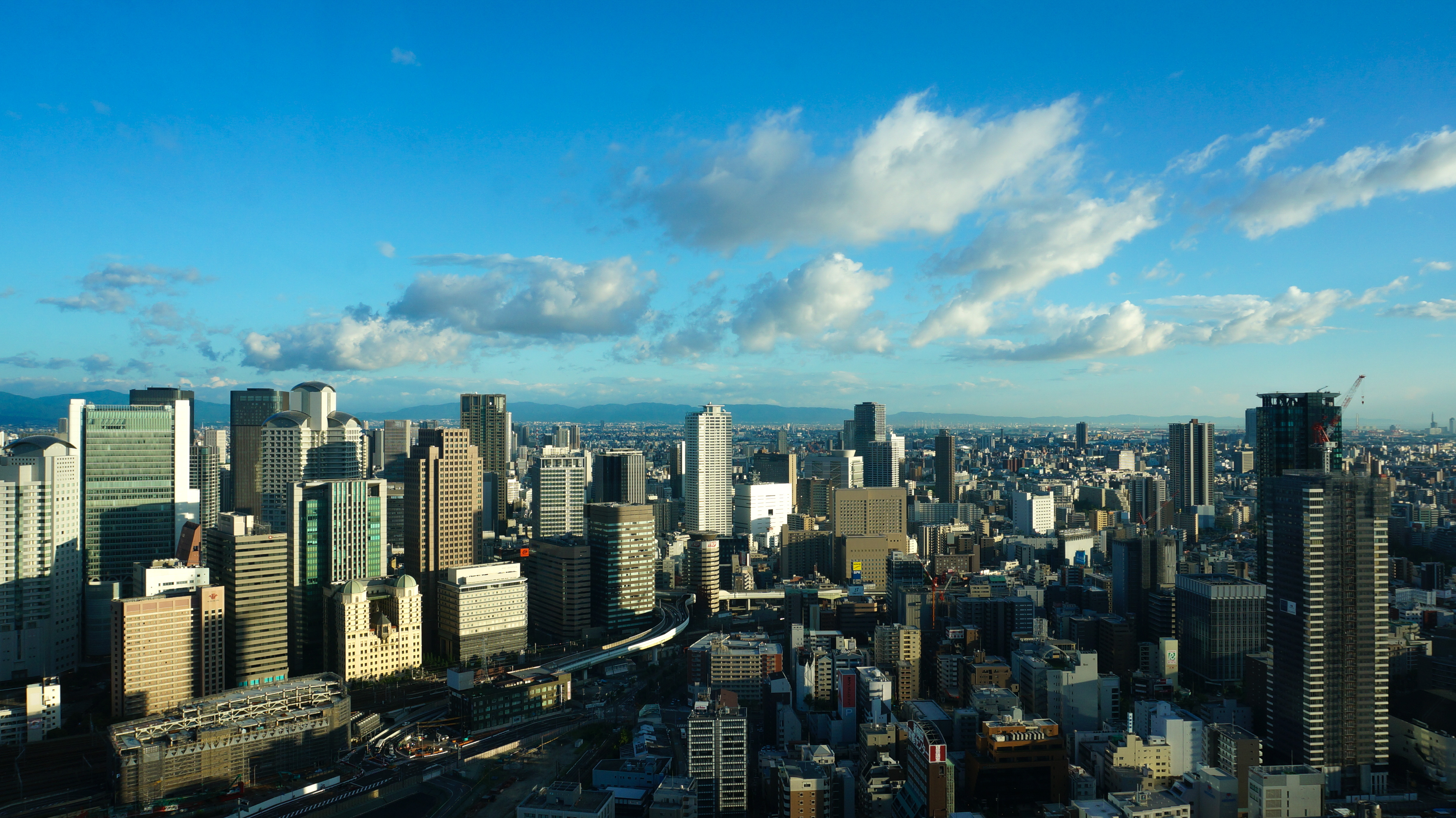
梅田天際線日景

梅田是位於日本大阪府大阪市北區的商業區，範圍內有大阪主要鐵路車站大阪站、大阪梅田站及梅田等站，亦是大阪的主要購物區。區內有多座高層大廈、百貨店、酒店、劇場，經常與東京的新宿並列，是西日本最具代表性的中心商業區及高層建築集中地，百貨業占地面積為日本全國第一。
在大阪市中心，相對於被稱作「南區」的難波一帶，梅田周邊則被稱為「北區」。

## 概要
大阪市北區梅田是JR大阪站及其南側一帶的町名，但梅田的名稱也大量出現在JR大阪站東側與北側，是西日本最大的繁華街。本地營業額在日本僅次於新宿位居第二，百貨店面積則是日本第一。
梅田地區百貨店、飯店、辦公大樓林立，另有JR西日本大阪站、阪急與阪神大阪梅田站、市營地下鐵梅田站、東梅田站、西梅田站、JR北新地站等車站，為大阪交通要衝。主要道路下有Whity梅田、Diamor大阪地下街，除了連結鄰近大樓，更與堂島地區的「堂島地下中心」結合形成巨大地下街。
梅田最高樓為高190公尺的HERBIS OSAKA，由於鄰近北方的大阪國際機場（伊丹機場）之起降航道，根據日本航空法，梅田周邊難以建造超過200公尺的大樓。

## 歷史

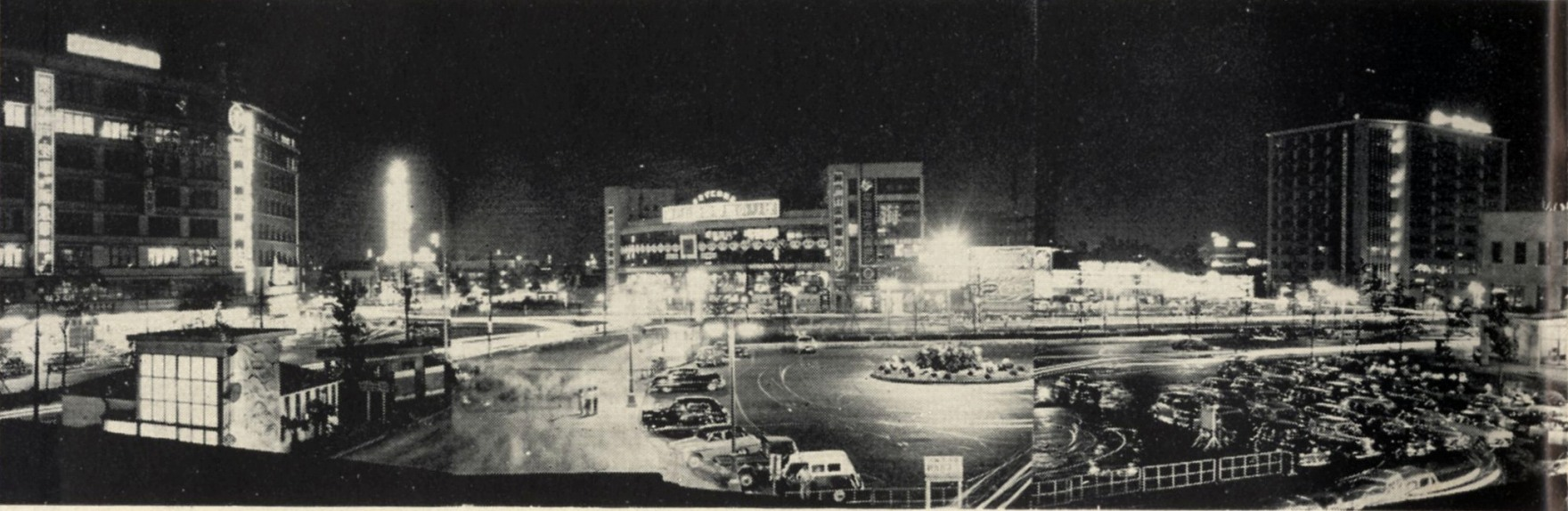
1955年(昭和30年)左右的大阪站前夜景

江戶時代以前，此地是稱做下原的濕地，之後以泥土填埋開拓成農田，稱作「埋田」。後世以綱敷天神社（到1871年為止，位於太融寺町，而今搬到茶屋町）御旅所境内的紅梅（被稱為梅塚）而改為「梅田」。
1764年，曾根崎新地開闢通往北方梅田墓地（現大深町、梅田貨物站）的「梅田道」，周邊仍是荒涼的田地，屬西成郡曾根崎村。
1874年開業的大阪站在當時被民眾稱作（梅田車站）。1900年，大阪市北區大字曾根崎（曾根崎村在1897年編入大阪市北區）部分區域獨立成立梅田町、東梅田町、西梅田町、北梅田町。隨著1906年阪神電氣鐵道、1910年箕面有馬電氣軌道等陸續通車，此地發展飛速。大阪站開業時的位置大約是現在的大阪中央郵便局附近一帶，在大阪站遷移後，梅田的中心也隨之東移。現在稱做西梅田的梅田二丁目是當初梅田的中心，之後開業的西梅田站位在東梅田町內。此外，阪神梅田站也在東梅田町，東梅田站在曾根崎中，阪急梅田站、大阪市營地下鐵梅田站所在的芝田、角田町屬舊西成郡北野村。廣大的JR貨物梅田站的西南部屬北梅田町，西北部的中津南通屬舊西成郡下三番村，中西部的佐藤町、東北部的牛丸町、中東部的大深町、東南部的松本町皆屬舊北野村，現已統整為大深町。

## 範圍
- 現行町名的梅田
  - 梅田一丁目…鑽石地區（日语：ダイヤモンド地区）（大阪站前第1大廈、第2大廈、第3大廈、第4大廈（日语：大阪駅前ビル）、新阪急大廈（日语：新阪急ビル）、阪神百貨店、大阪丸大廈（日语：大阪マルビル）、大阪希爾頓酒店（日语：ヒルトン大阪）、Diamor大阪（日语：ディアモール大阪）等）
  - 梅田二丁目…大阪花園城（HERBIS ENT（日语：ハービスENT）、HERBIS OSAKA（日语：ハービスOSAKA）等）、BREEZÉ TOWER（日语：ブリーゼタワー）等。
  - 梅田三丁目…大阪站、大阪花園城（每日新聞大廈（日语：毎日ビルディング）、每日INTECIO（日语：毎日ビルディング）、大和房屋大阪大廈（日语：大和ハウス大阪ビル）、大阪中央郵便局（日语：大阪中央郵便局）等）

一般所稱的繁華街梅田，除了現行町名的梅田以外，還涵蓋了芝田、茶屋町、鶴野町、中崎二丁目、角田町、小松原町、堂山町、太融寺町、曾根崎、曾根崎新地、大深町、大淀中1-1等，但由於「梅田」的高知名度，其他地區也可見冠上「梅田」的大樓、商店。

## 各地區介紹

### 大阪車站城

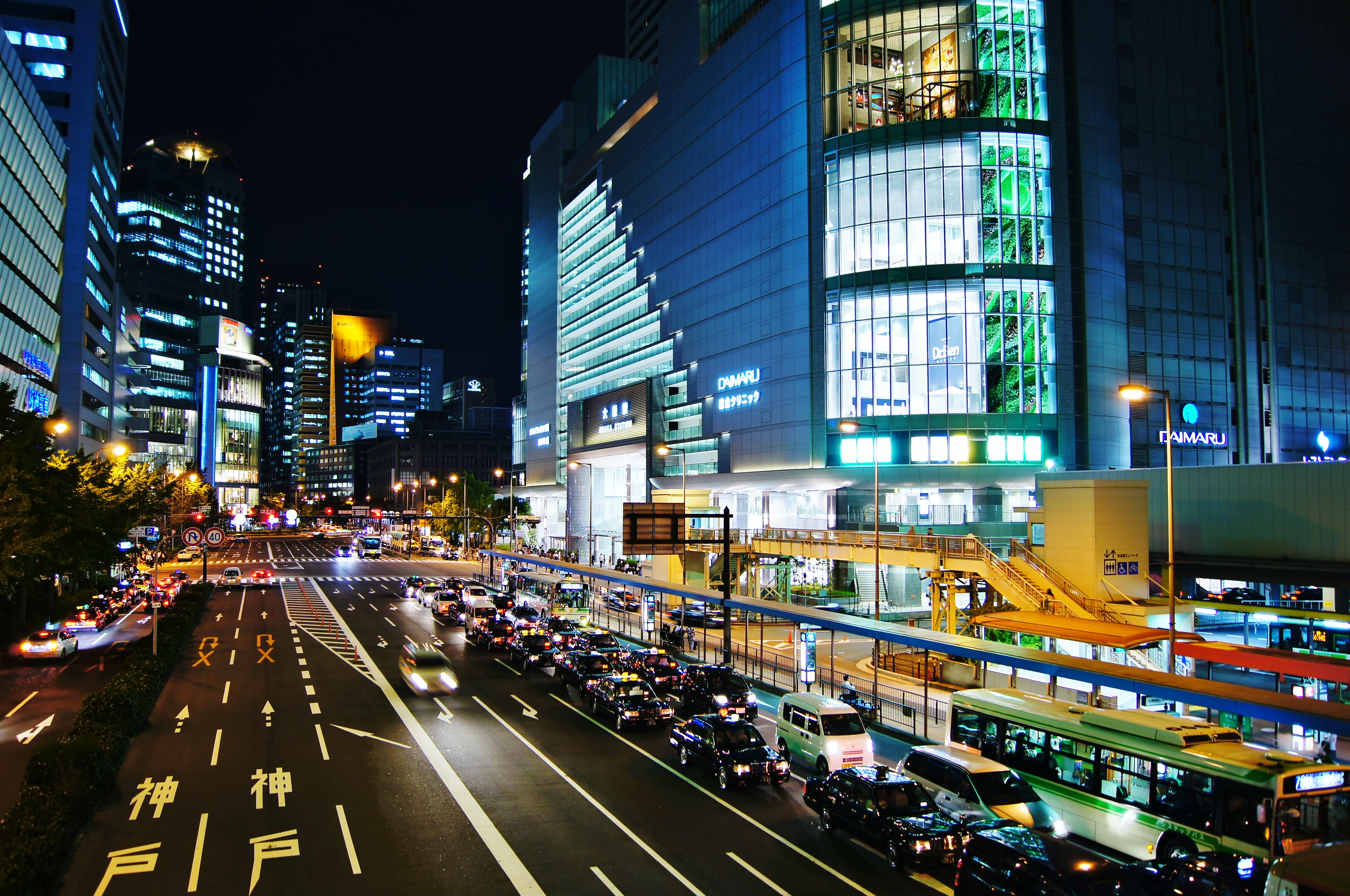
阪神百貨店梅田本店（左）、西梅田（內）、大阪站南口（右）
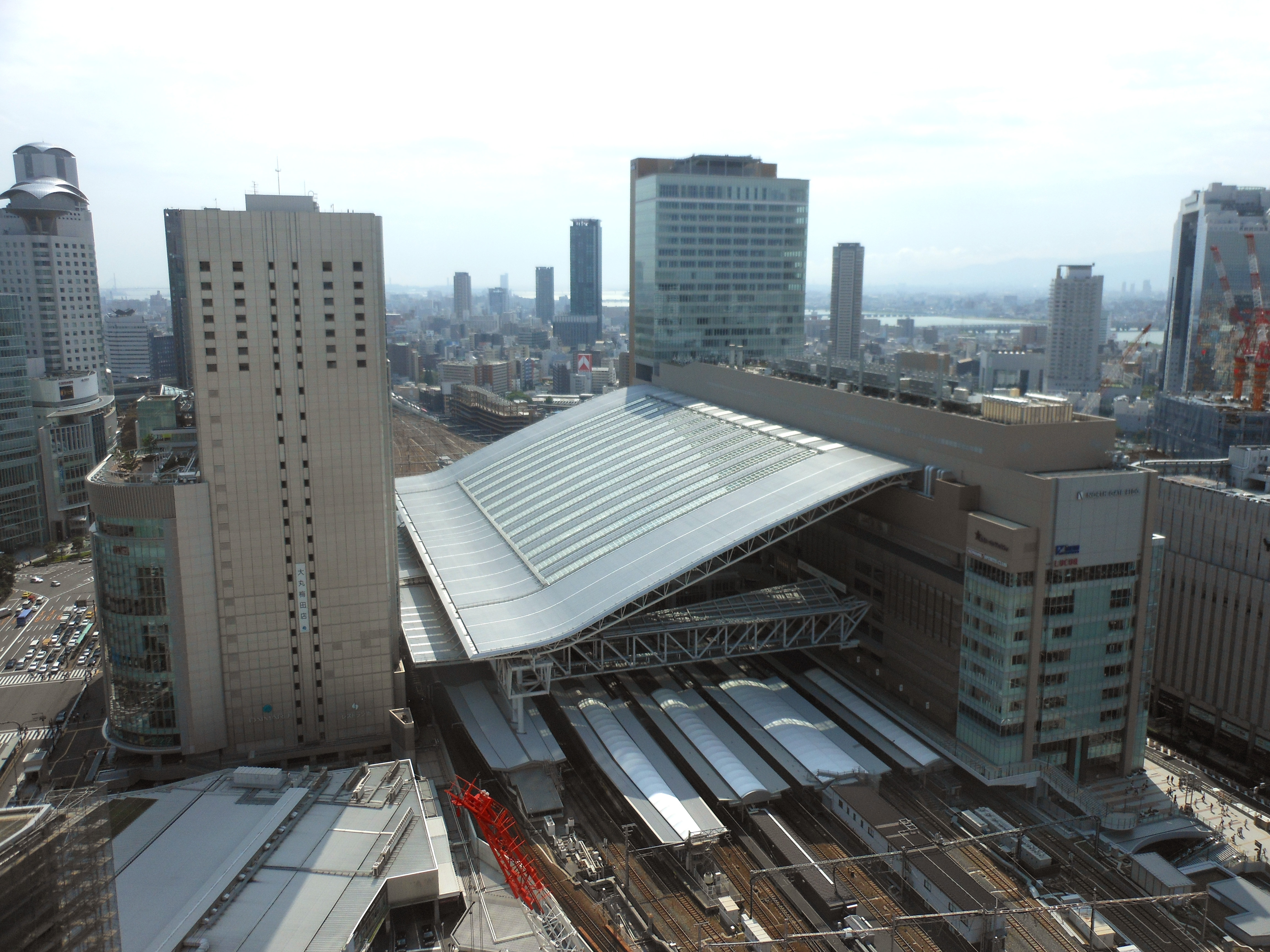
大阪車站城
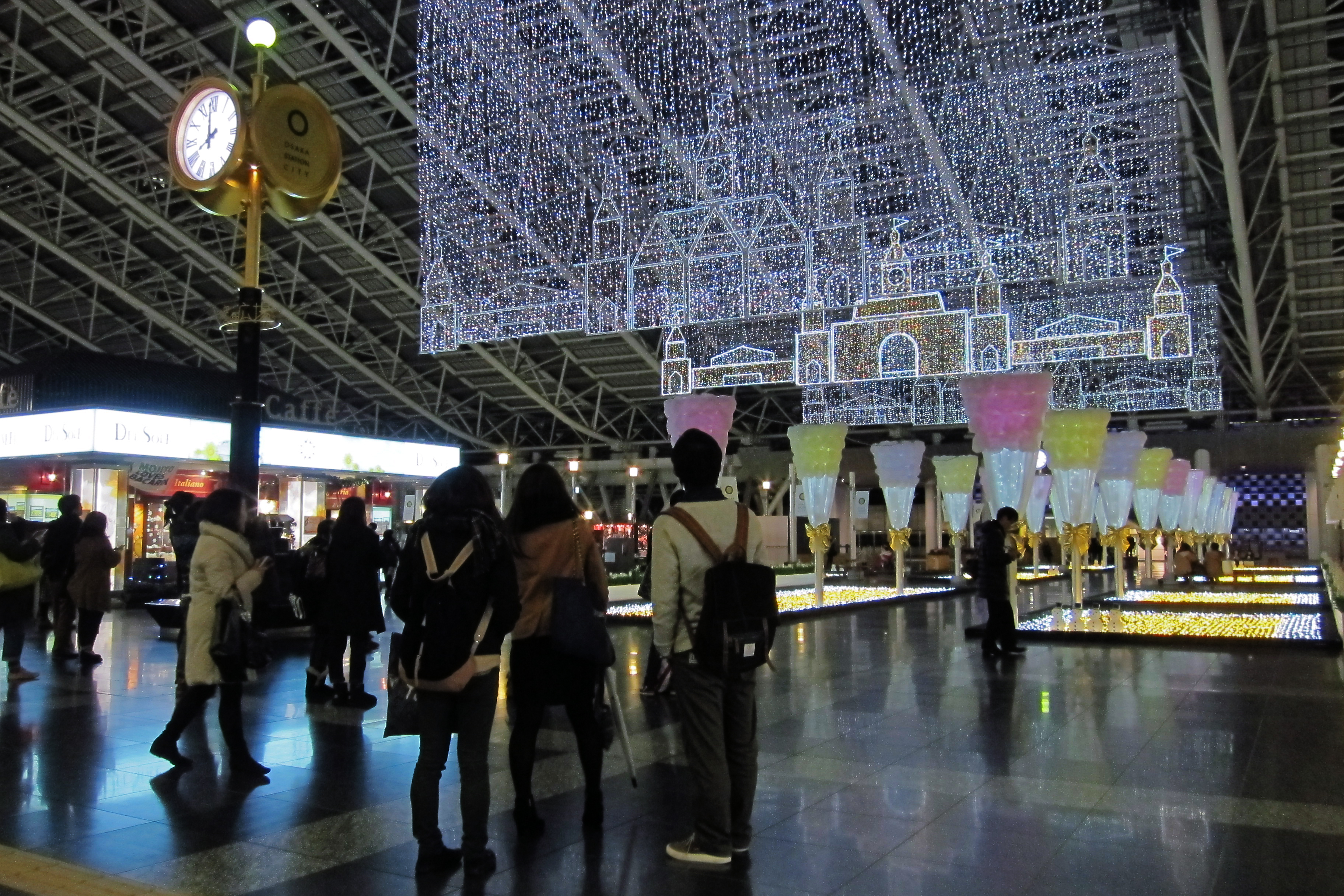
大阪站 時空廣場
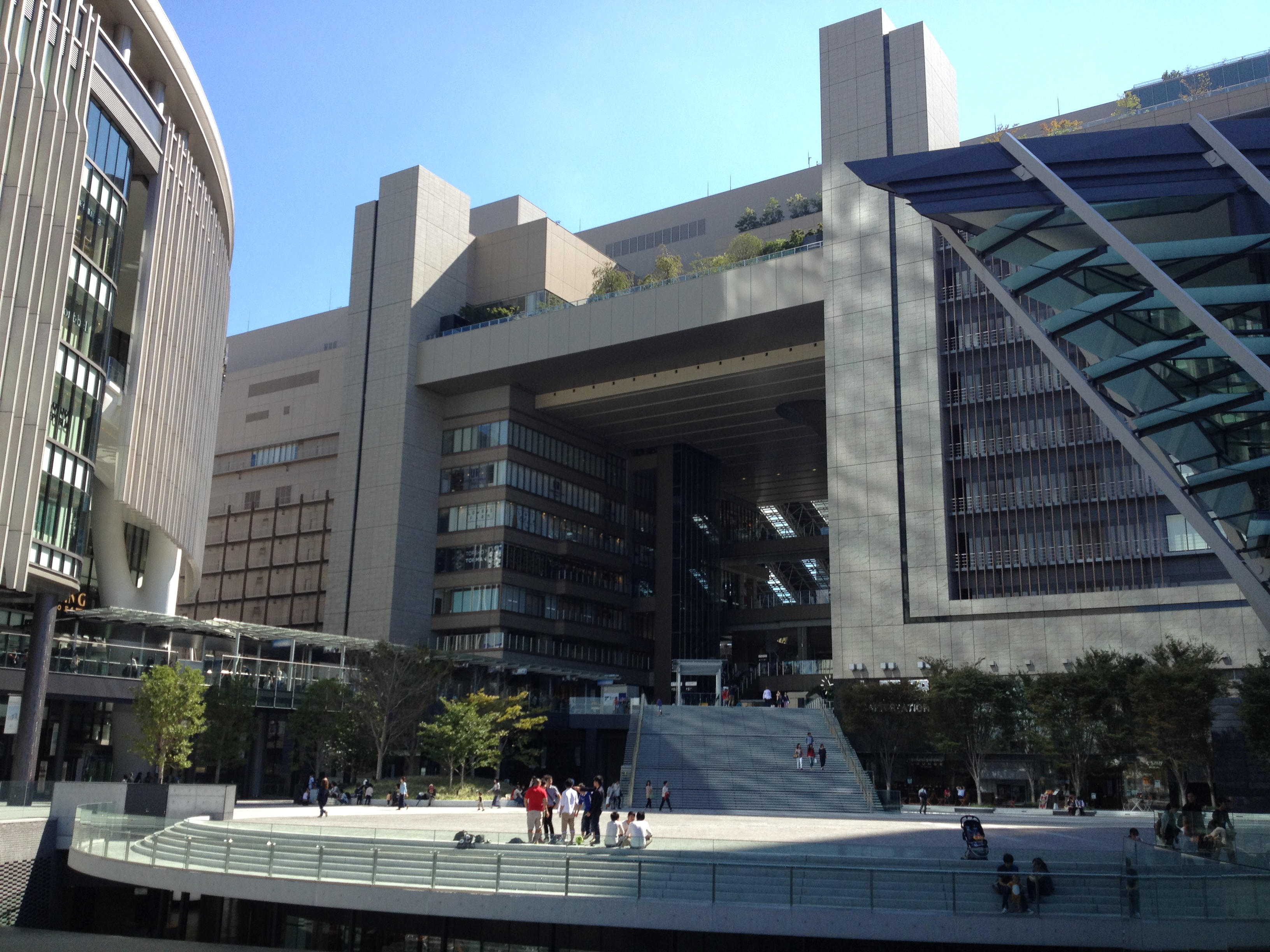
梅北廣場所見的大阪站中庭廣場

由JR西日本最繁忙的JR大阪站與其站體內的ALBi等眾多商店組成。南側中央口的南門大廈（サウスゲートビルディング）有大阪格蘭比亞大酒店與大丸等入駐。北側「北門大廈」的主要承租人為JR大阪三越伊勢丹，並附設一棟28層樓的辦公大樓。現在大阪站一帶正進行「大阪車站城」的再開發事業，南門大廈與北門大廈之間的大阪站月台是日本最大規模的月台與橋上站舍。
- 南門大廈（日语：大阪ターミナルビル）（サウスゲートビルディング）
  - 大丸梅田店
  - 大阪格蘭比亞大酒店（ホテルグランヴィア大阪）
- 北門大廈（日语：ノースゲートビルディング）
  - LUCUA（日语：ルクア）
  - JR大阪三越伊勢丹（日语：JR大阪三越伊勢丹）
  - 大阪站城市影院（大阪ステーションシティシネマ）
  - 大阪站JR高速巴士總站（日语：大阪駅・梅田駅周辺バスのりば）
  - 辦公塔（オフィスタワー）
    - 伊藤忠商事大阪本社
    - 他喜龍（日语：タキロン）本社
- ALBi（日语：ALBi）
- 梅三小路（日语：梅三小路）

### 鑽石地區
梅田一丁目
鑽石地區是指大阪站南側的梅田一丁目，北至阪神梅田站，南至國道2號地下的JR東西線北新地站。地區內有阪神百貨店、大阪丸大廈、大阪希爾頓酒店、梅田DT塔、大阪站前大廈（第1、第2、第3、第4）、新阪急大廈、以影城為核心的娛樂購物大樓E-MA等。阪神百貨店南側在過去是保留黑市色彩的密集民家，現已成為高樓林立的現代區劃。其中，屹立已久的大阪丸大廈，其圓筒形的獨特外觀是梅田象徴的存在。
- 阪神百貨店梅田本店

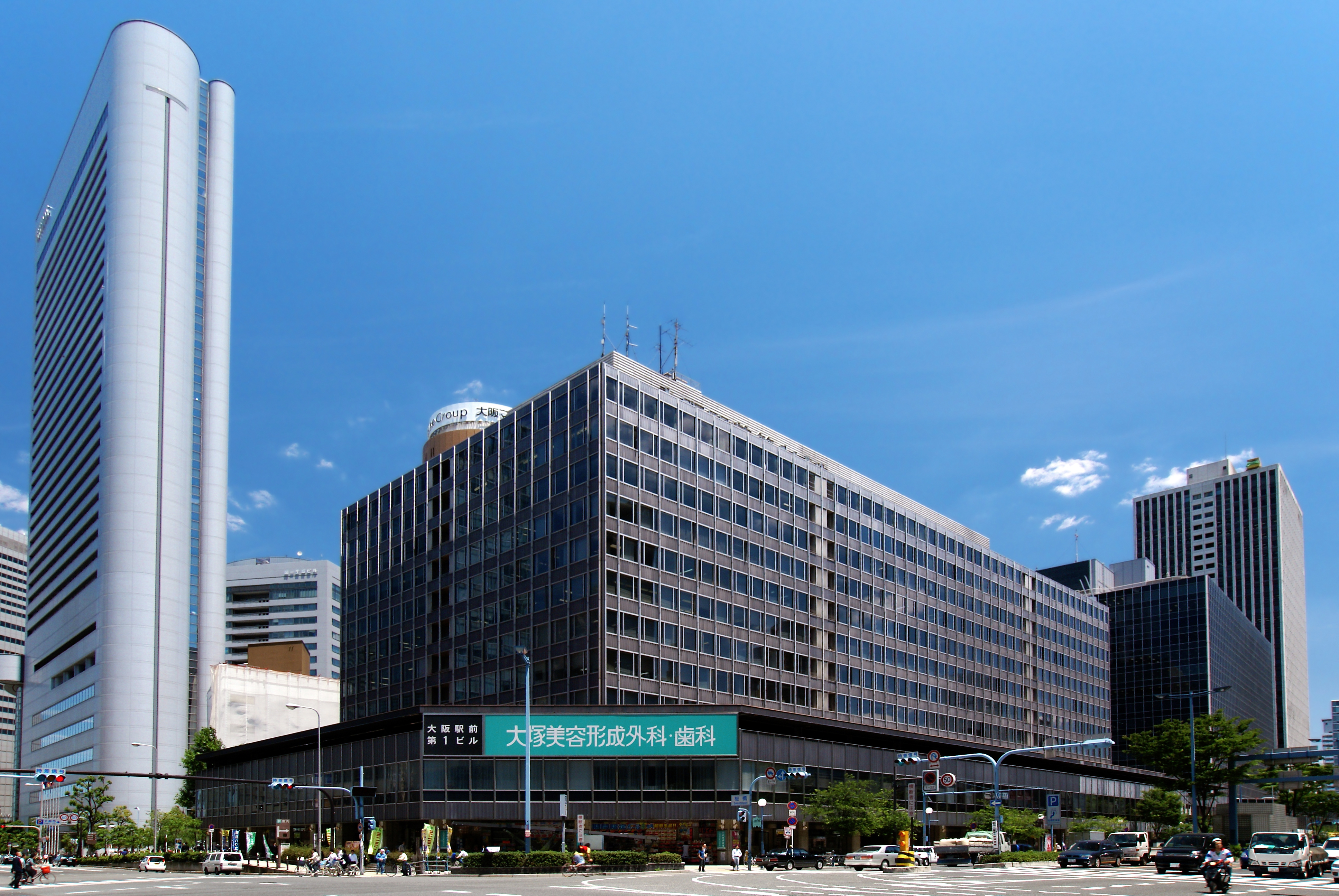
大阪希爾頓酒店（日语：ヒルトン大阪）
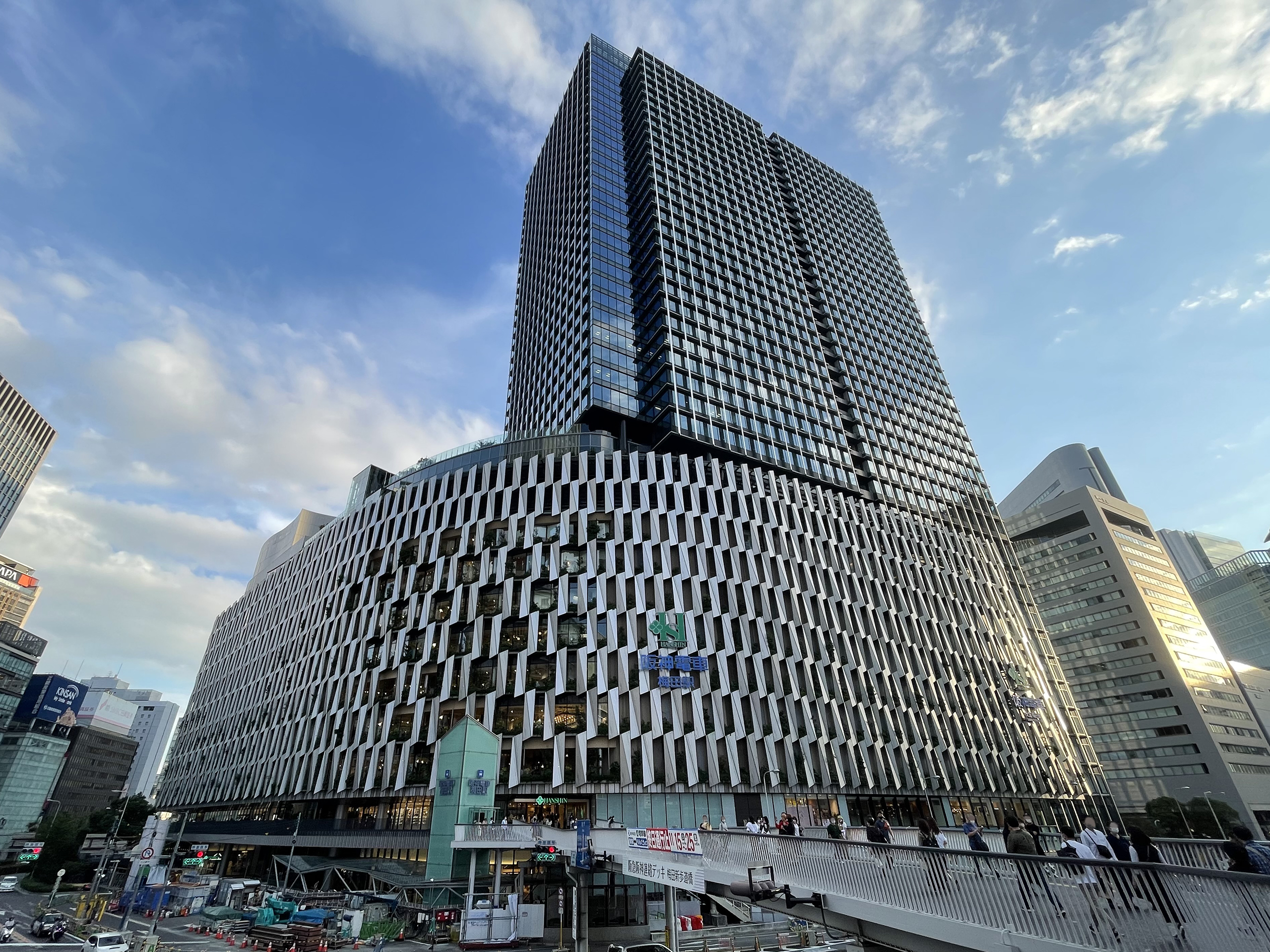
阪神百貨店
  - 大阪希爾頓廣場（日语：ヒルトンプラザ大阪）（希爾頓廣場東館）
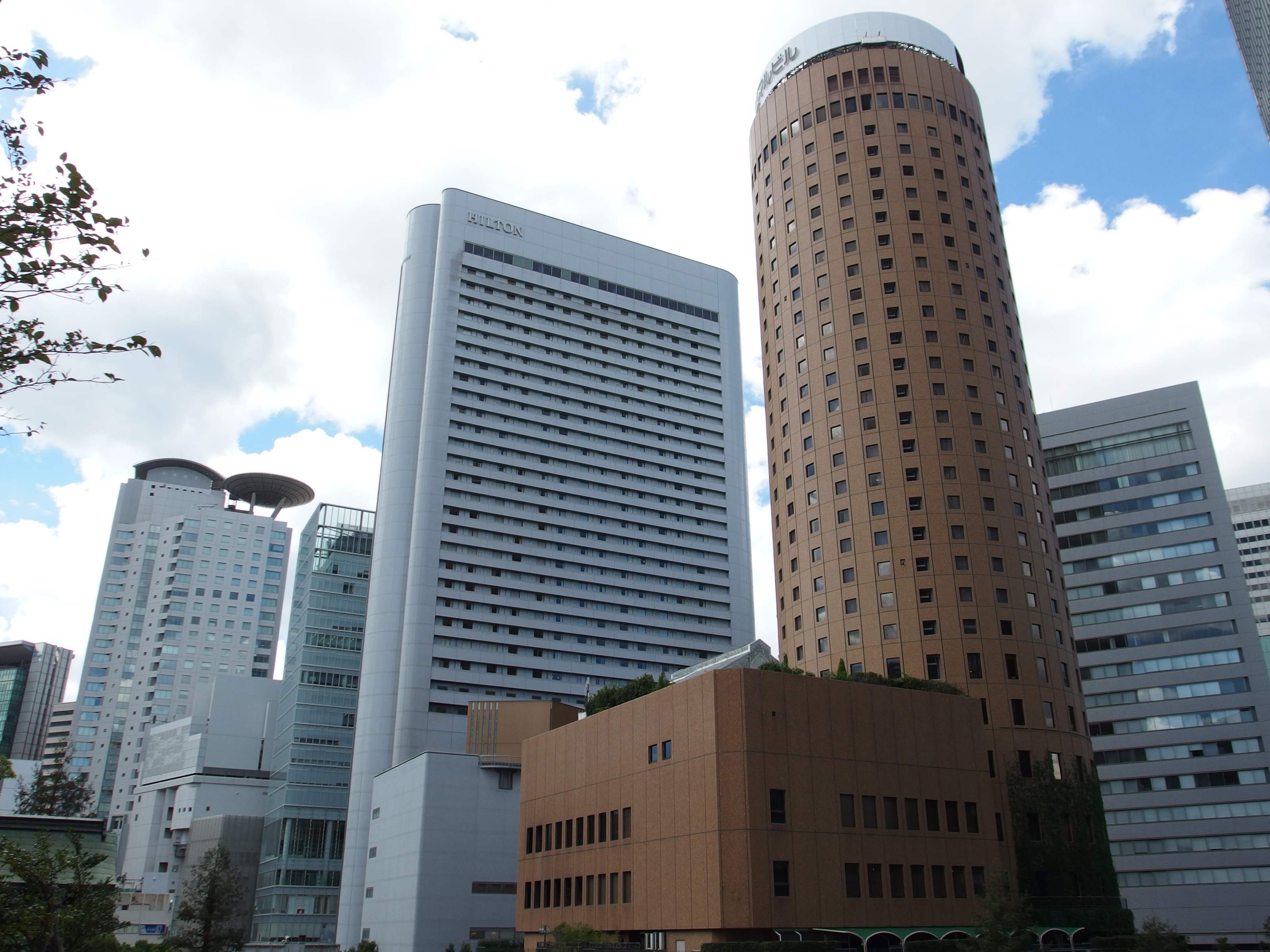
大阪丸大廈（日语：大阪マルビル）
  - 大阪第一酒店（日语：阪急阪神ホテルズ）（大阪第一ホテル）
- 梅田DT塔（日语：梅田DTタワー）
  - NTT docomo關西支社
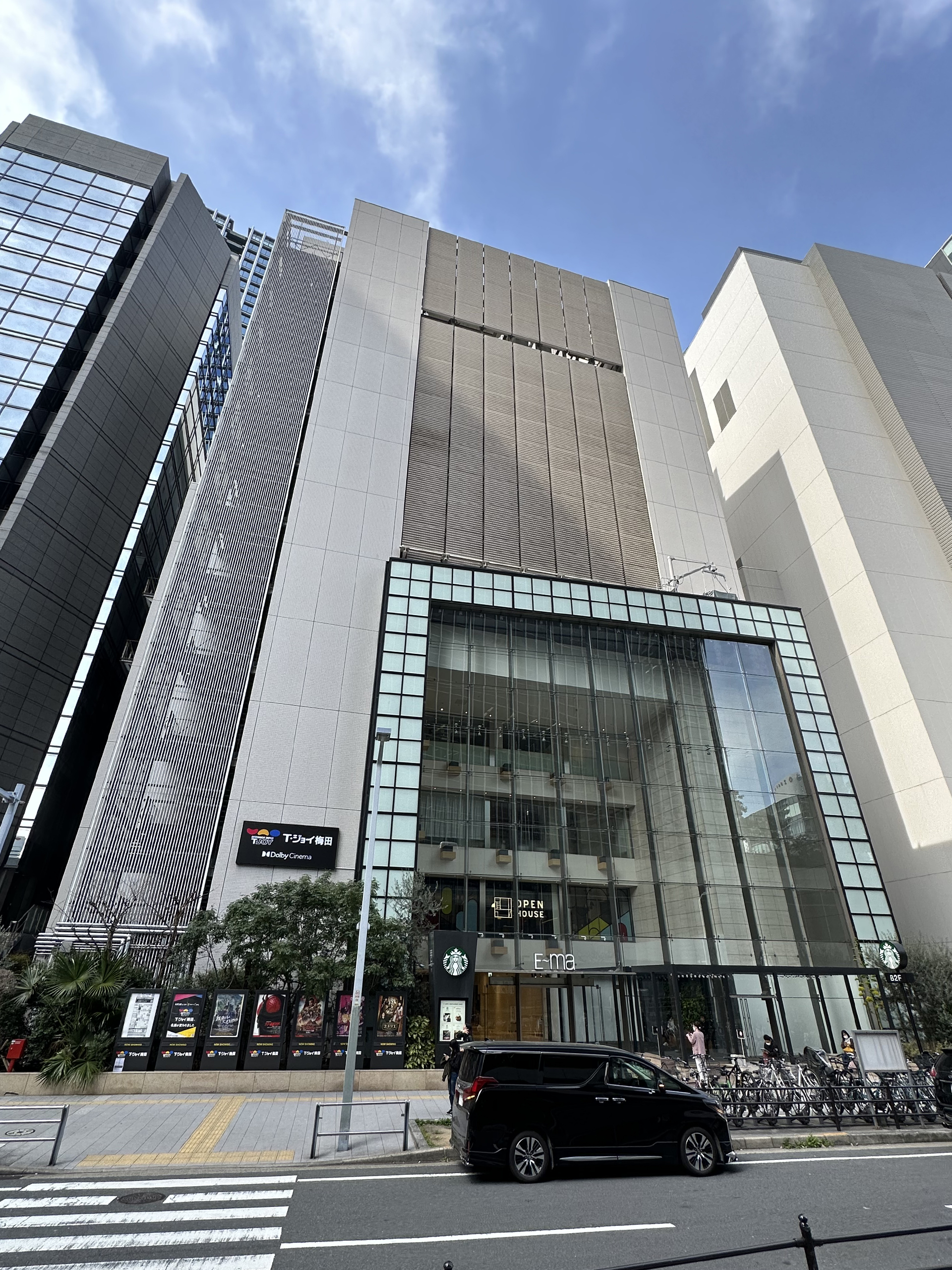
E-MA（日语：E-MA）
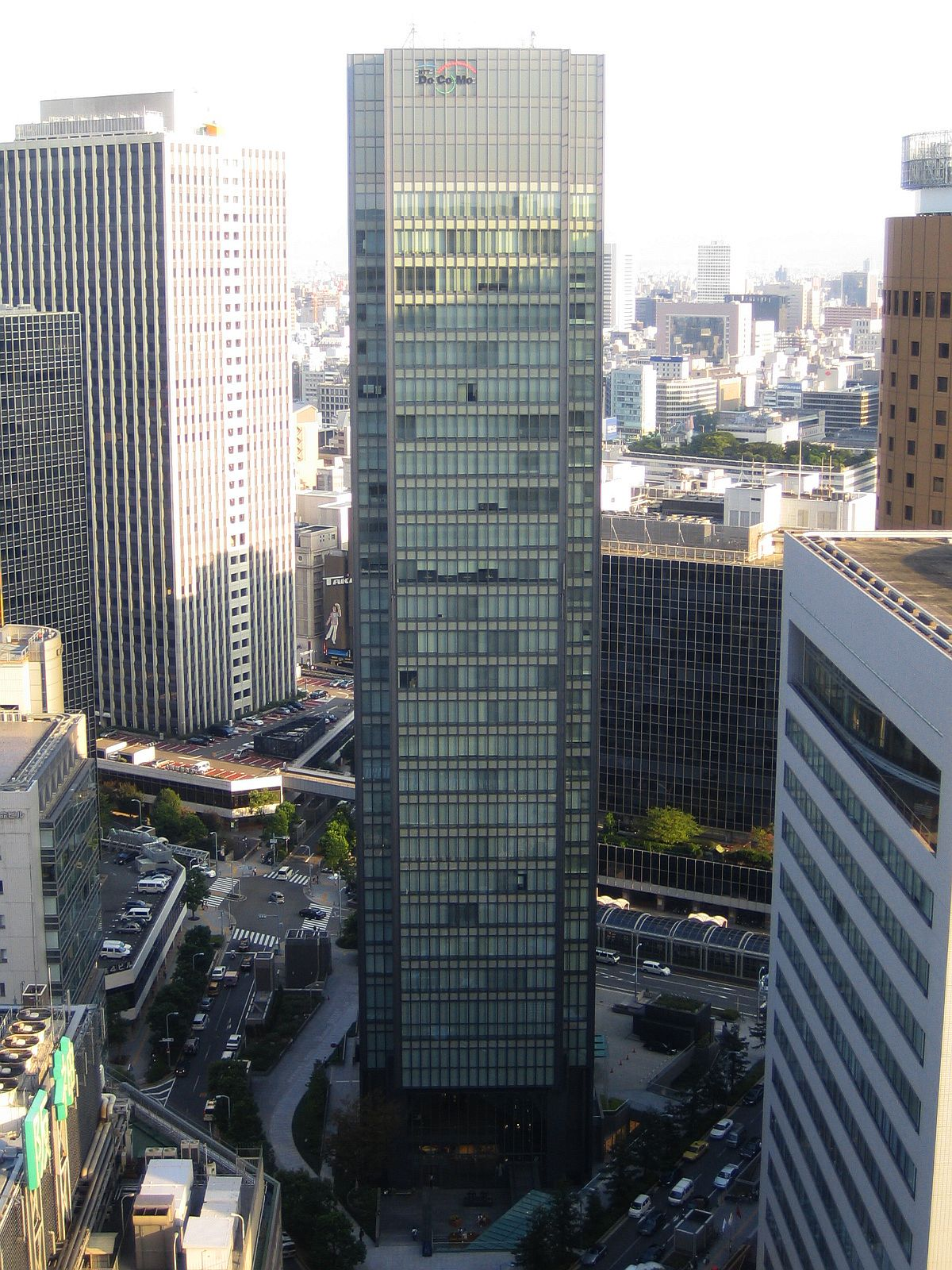
梅田DT塔
  - 梅田Burg7（日语：E-MA）（梅田ブルク7）
- 東京建物梅田大廈（日语：東京建物梅田ビル）
- 新阪急大廈（日语：新阪急ビル）
- 大阪站前大廈（日语：大阪駅前ビル）
  - 大阪站前第1大廈（日语：大阪駅前ビル）
    - 各都道府縣大阪事務所

  - 大阪站前第2大廈（日语：大阪駅前ビル）
    - 三基商事（日语：三基商事）本社

  - 大阪站前第3大廈（日语：大阪駅前第3ビル）
  - 大阪站前第4大廈（日语：大阪駅前ビル）
    - 公益財團法人日本義大利會館（日语：日本イタリア会館）大阪事務所
- 大阪第一生命大廈（日语：大阪第一生命ビル）
  - 郡是本社
- 梅田廣場大廈（日语：梅田スクエアビル）

### 西梅田地區
梅田二丁目、梅田三丁目、大阪花園城（オオサカガーデンシティ）
指四橋筋西側梅田二丁目與梅田三丁目的大阪花園城地區。1980年代開始進行阪神本線地下化與舊國鐵梅田貨物南場舊址再開發。1990年代起，大阪花園城高樓大廈陸續完工。現在面積約10公頃，就業人口約25,000人。2004年，劇團四季專用劇場與高級品牌店入駐的HERBIS ENT、希爾頓廣場西館（ヒルトンプラザウエスト）的完工，宣告本區開發告一段落。2008年，大阪花園城南側的34層高樓BREEZÉ TOWER完工、每日新聞社大阪本社旁建造高99公尺的承租辦公大廈等，使得這一帶形成超高層大樓群。此外，JR大阪站櫻橋口西側的大阪中央郵便局也計畫建造超高層大樓。

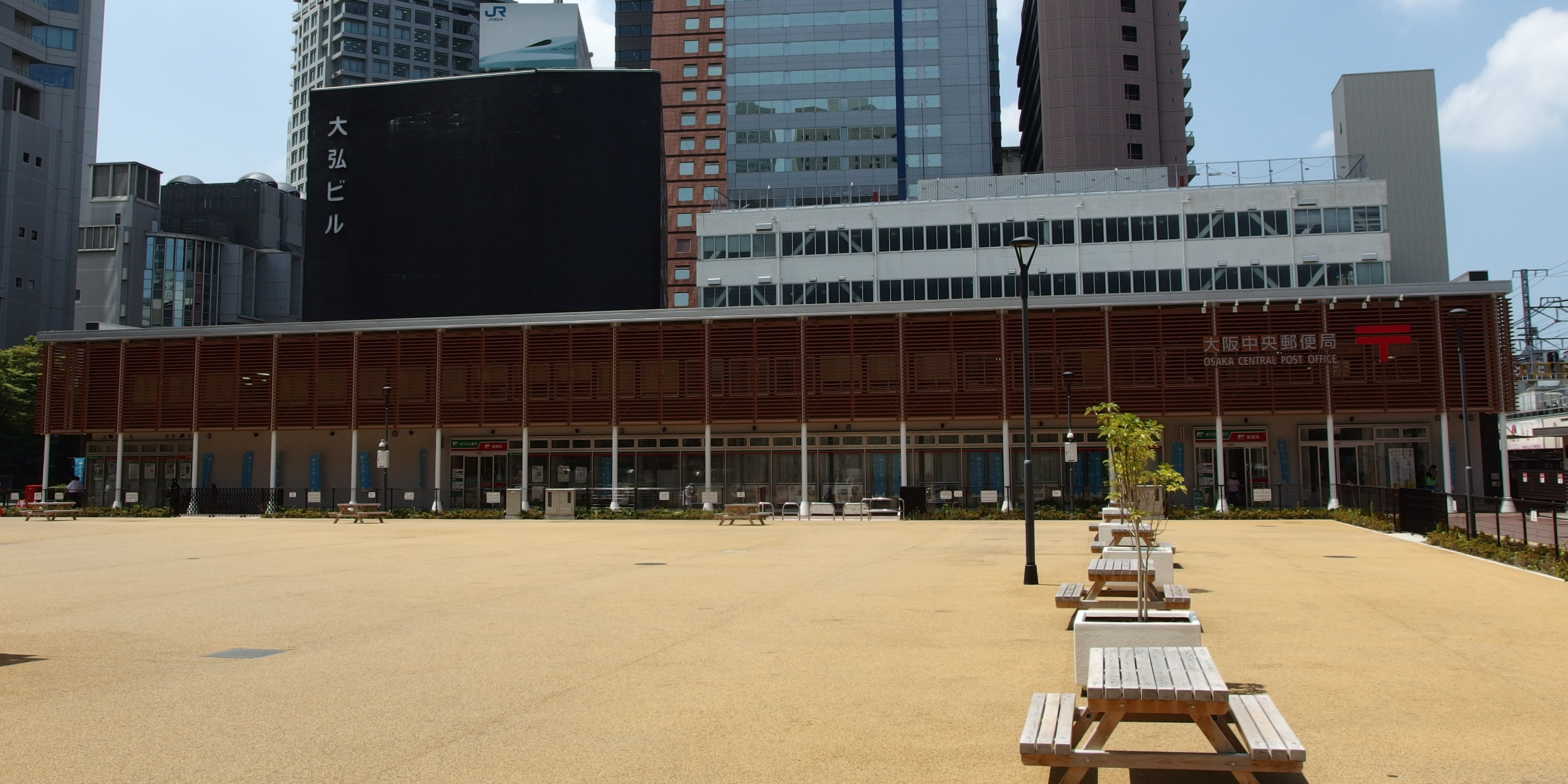
大阪中央郵局（日语：大阪中央郵便局）
  - 西梅田廣場（期間限定的活動廣場）
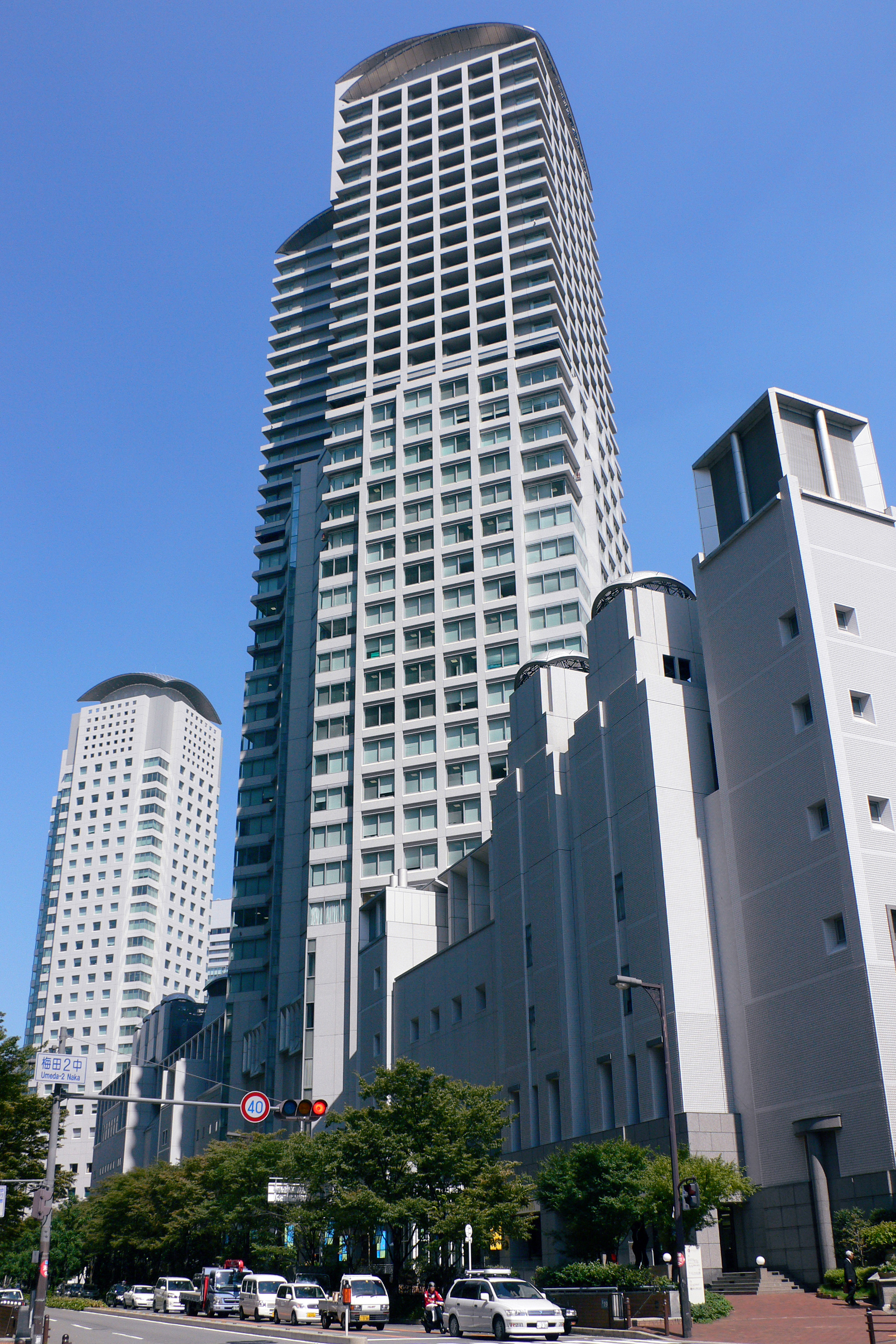
HERBIS OSAKA（日语：ハービスOSAKA）（梅田阪神第1大廈）
  - 大阪麗思卡爾頓飯店（日语：ザ・リッツ・カールトン大阪）
  - Culture Convenience Club大阪本社
  - TBS關西支社
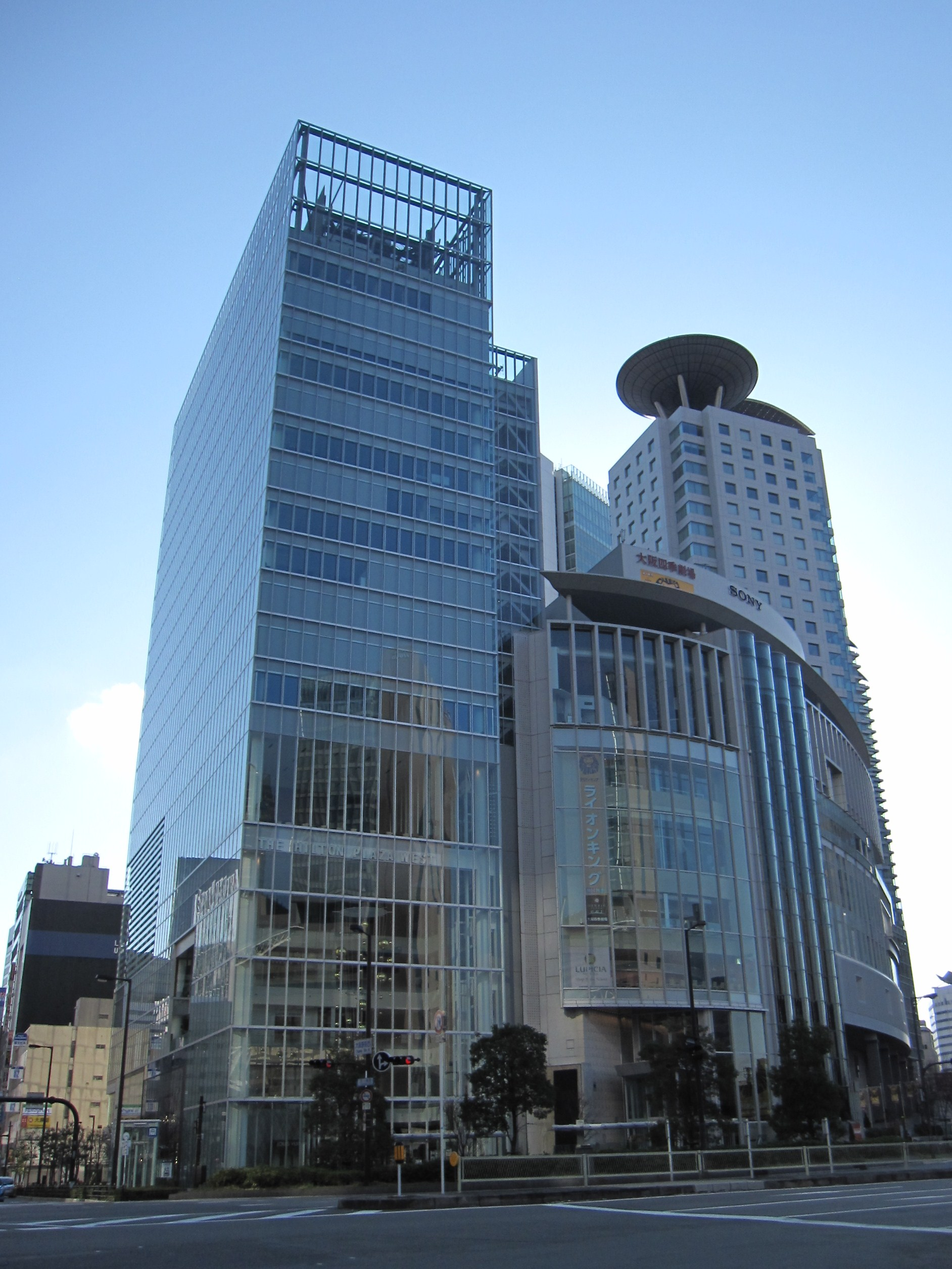
HERBIS ENT（日语：ハービスENT）（梅田阪神第2大廈）
  - 大阪四季劇場（日语：大阪四季劇場）
  - 辦公塔（オフィスタワー）
    - 三菱商事関西支社
- 希爾頓廣場西館（日语：ヒルトンプラザ大阪）（ヒルトンプラザウエスト）
  - 辦公塔（オフィスタワー）
    - LVMH日本大阪支店
- 毎日新聞大廈（日语：毎日ビルディング）
  - 每日新聞大阪本社
  - 體育日本新聞社大阪本社
  - Oval Hall（オーバルホール）
- 每日INTECIO（日语：毎日ビルディン）（毎日インテシオ）
- 大和房屋大阪大廈（日语：大和ハウス大阪ビル）
  - 大和房屋工業本社
- 大阪Mode學園（日语：大阪モード学園）
- 梅田DAIBIRU（日语：梅田ダイビル）
- 明治安田生命大阪梅田大廈（日语：明治安田生命大阪梅田ビル）
  - 椿本興業（日语：椿本興業）本社
- 大阪中央醫院（日语：大阪中央病院）
- 西梅田哈頓飯店（ハートンホテル西梅田）
- 大阪蒙特利酒店（ホテルモントレ大阪）
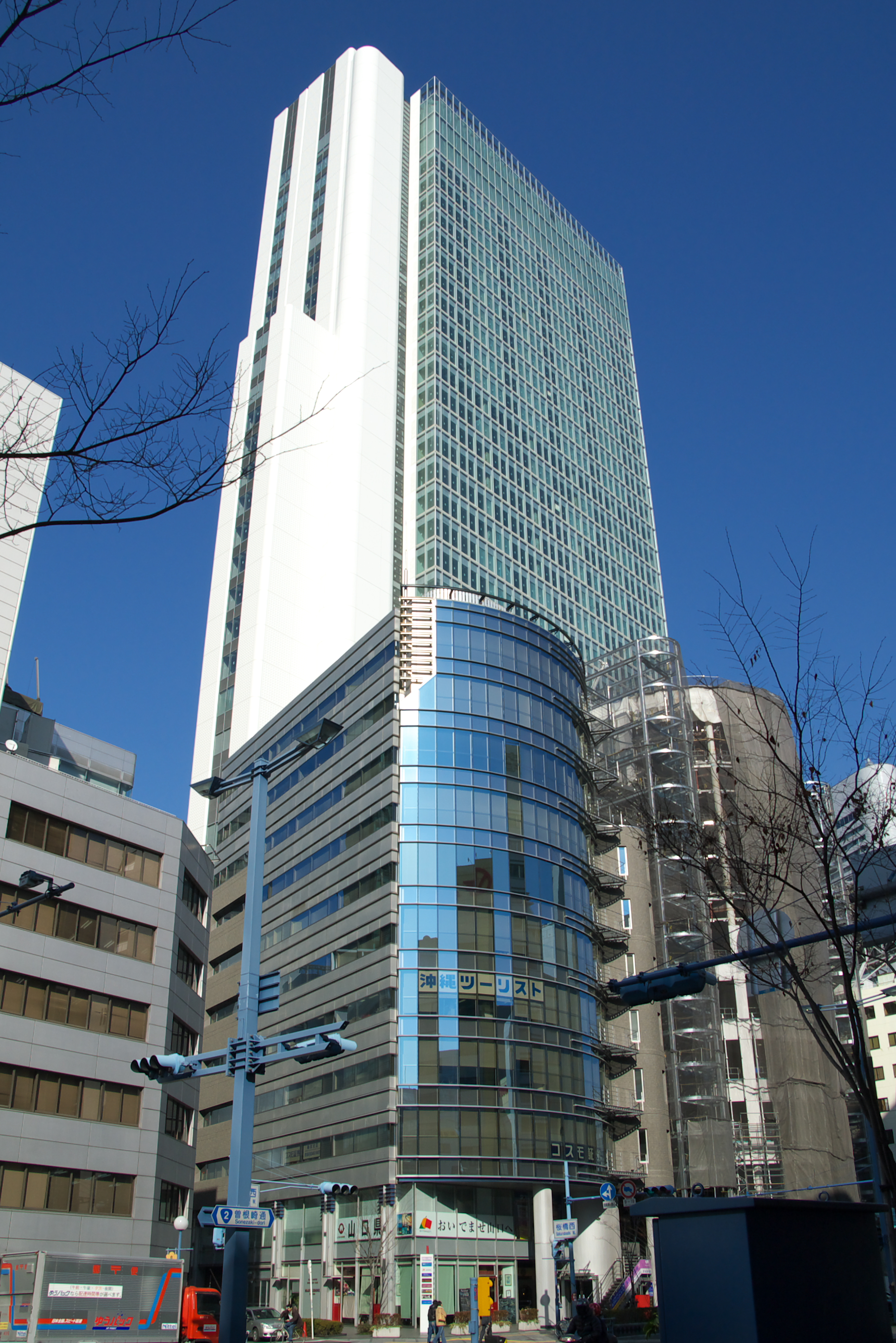
BREEZÉ TOWER（日语：ブリーゼタワー）
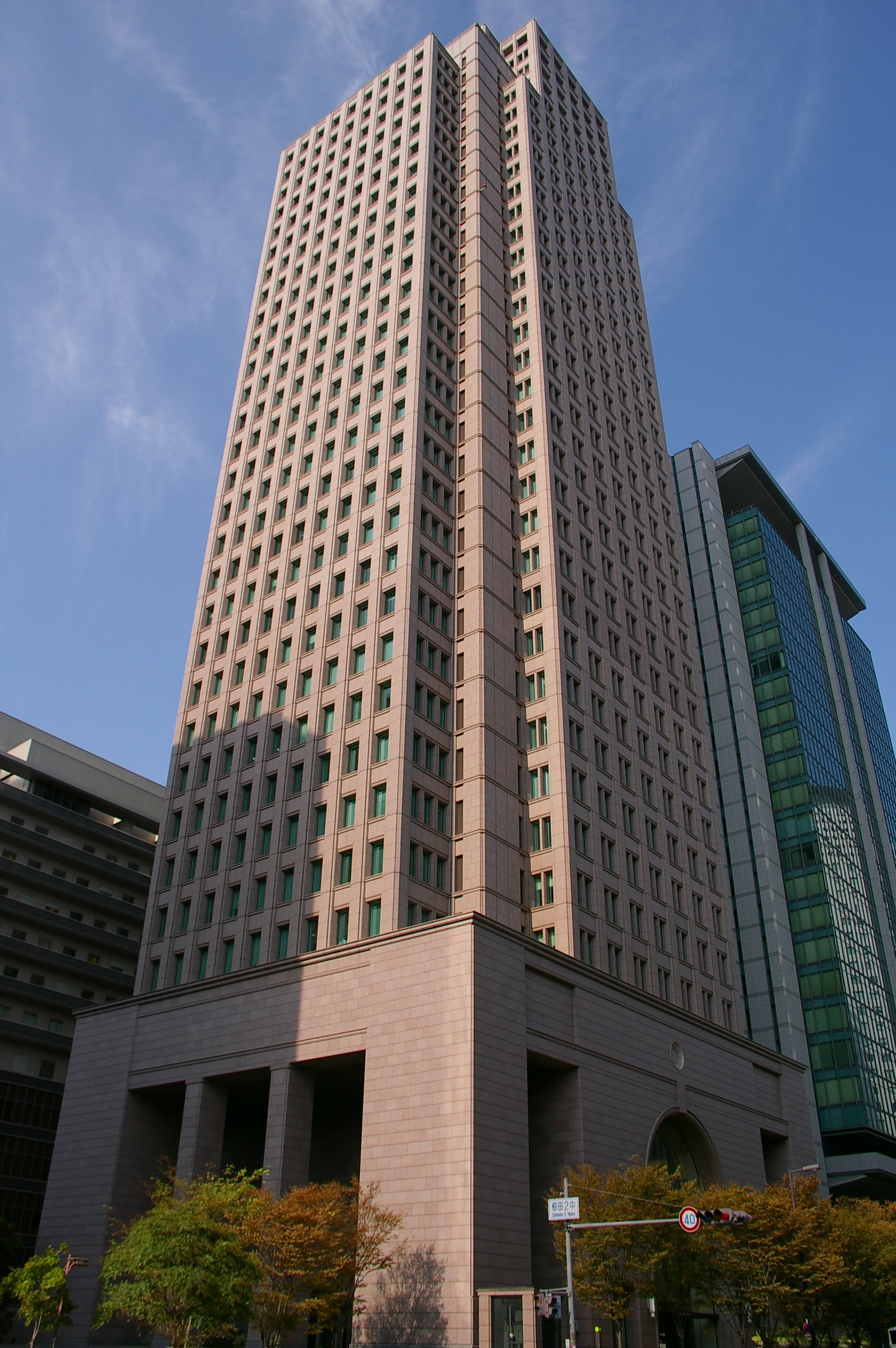
明治安田生命大阪梅田大廈
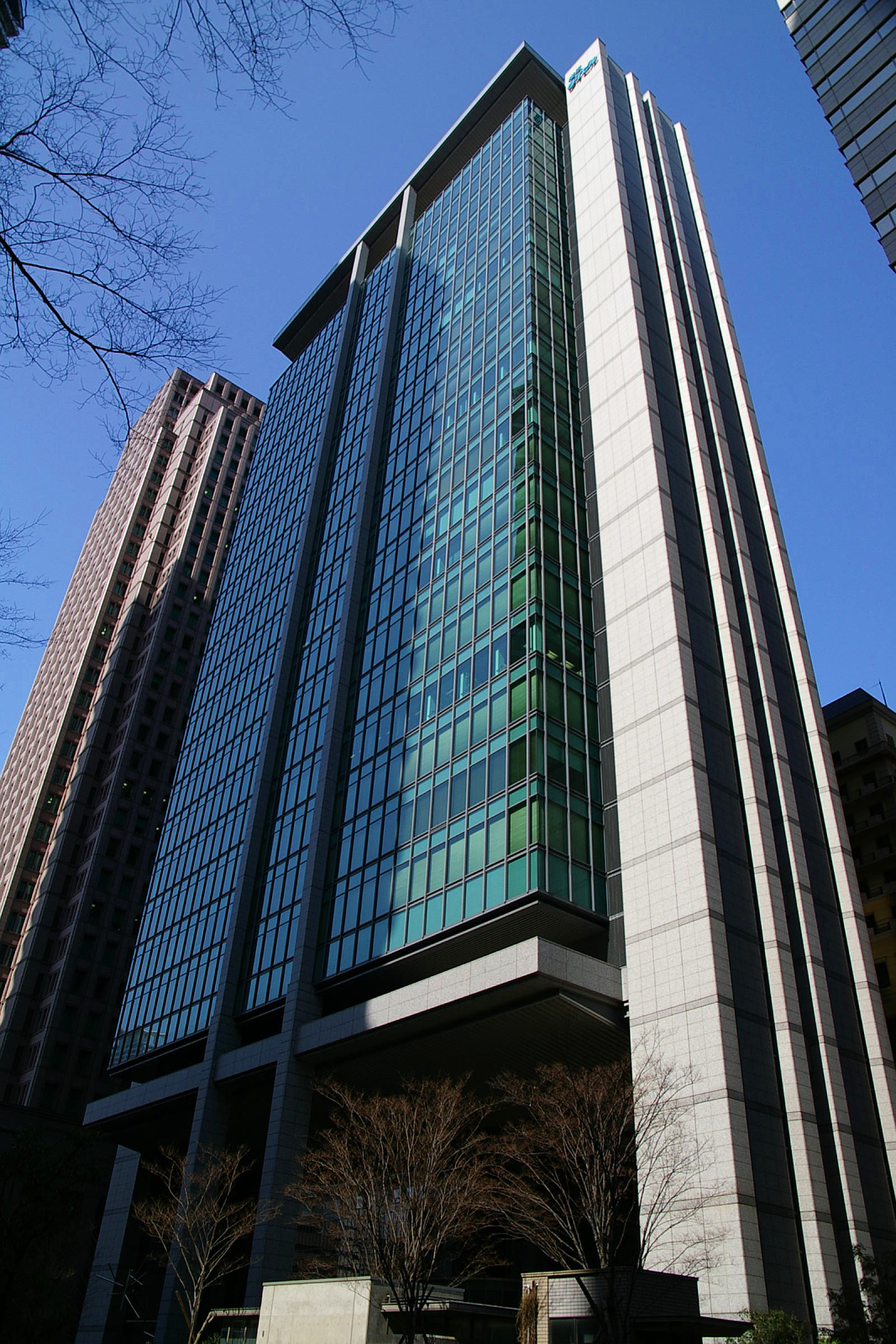
梅田DAIBIRU
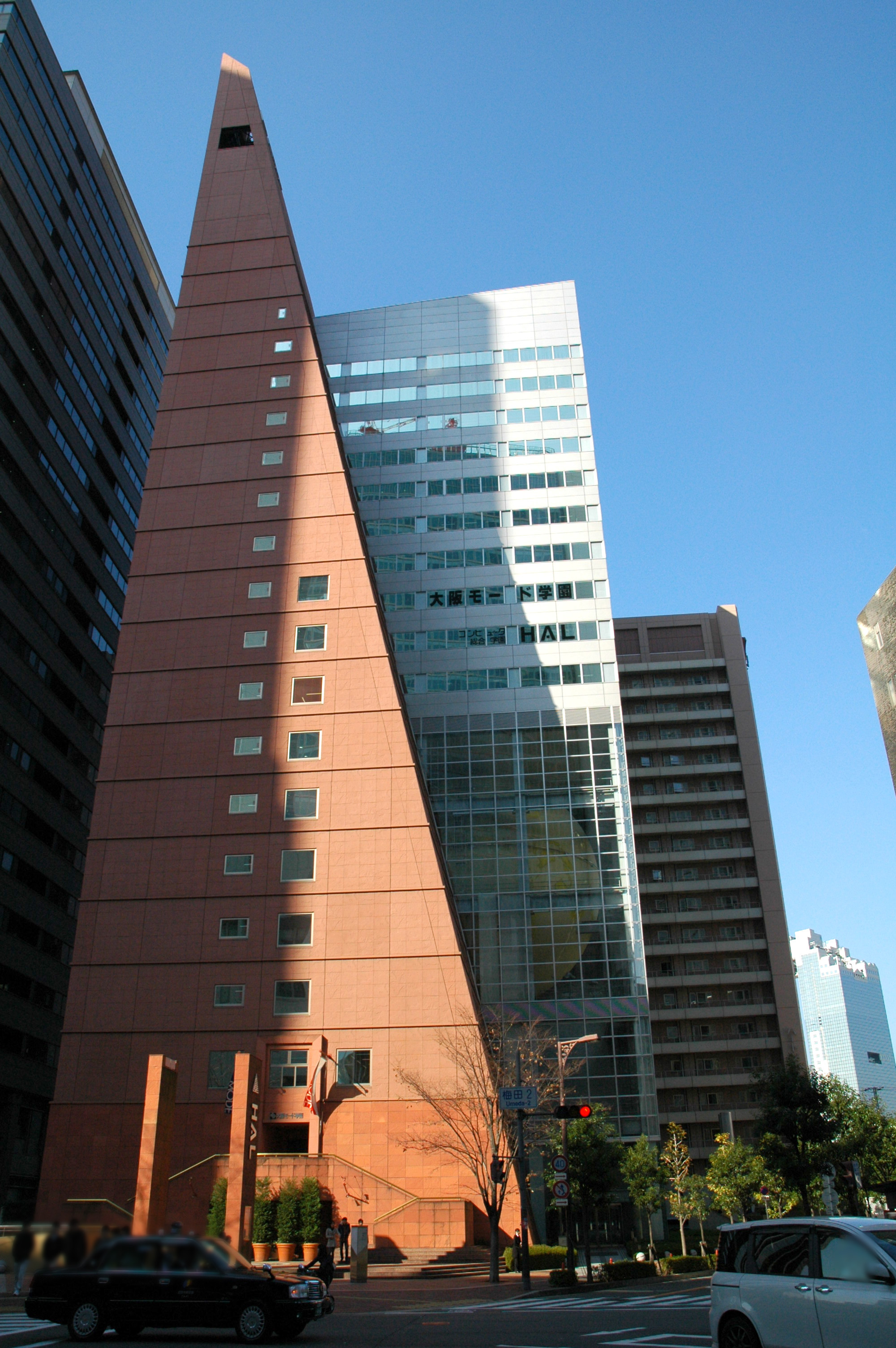
大阪Mode學園
  - 產經會廳（日语：サンケイホールブリーゼ）
  - 日本火腿本社
  - 拜耳藥品（日语：バイエル薬品）日本法人本社
  - 全日本空輸大阪支店
  - 富士電視台關西支社
  - 雅虎日本大阪支社
- Pacific Marks西梅田（日语：パシフィックマークス西梅田）

### 阪急梅田、北梅田地區
芝田一丁目、角田町、茶屋町、鶴野町、中崎西二丁目等
以阪急電鐵最大終點站——大阪梅田站為中心的區域，因有許多阪急阪神東寶集團建物，有阪急村之稱。本地區有阪急百貨店梅田本店（高187公尺，41層樓）、阪急MEN'S大阪與TOHO影院梅田入駐的HEP NAVIO與HEP FIVE、阪急Grand大廈等阪急集團設施。大阪梅田站高架下為購物街阪急三番街，北邊為舊書店林立的阪急舊書街，以及餐廳與居酒屋聚集的阪急河童橫丁。
大阪梅田站西側的芝田一丁目有大阪新阪急飯店，其北側有北野阪急大廈與新阪急飯店別館。芝田一丁目北邊為阪急電鐵本社。新御堂筋以東的鶴野町；中崎西二丁目也有許多以梅田命名的高層大樓。
大阪梅田駅站東北側的茶屋町在1990年代以後發展快速。町內有每日放送本社、梅田Loft、池田泉州控股本社等。
- 阪急梅田站
  - 阪急三番街（日语：阪急三番街）
  - 梅田阪急大樓（日语：梅田阪急ビル）
  - 阪急百貨店梅田本店（日语：阪急百貨店うめだ本店）
  - 辦公塔（オフィスタワー ）
    - 庫拉雷（日语：クラレ）大阪本社
    - 東芝關西支社
    - Recruit（日语：リクルート）集團大阪支社
- 阪急總站大廈（日语：阪急ターミナルビル）
  - 阪急17番街
- 阪急Grand大廈（日语：阪急グランドビル）
  - 阪急32番街（日语：阪急32番街）
- 大阪新阪急飯店（日语：新阪急ホテル）
- 北野阪急大廈
  - 新阪急飯店別館（日语：新阪急ホテル）
  - DD HOUSE（DDハウス）
- HEP NAVIO（日语：HEP）
  - 阪急MEN'S大阪（日语：阪急百貨店うめだ本店）
  - TOHO影城（日语：TOHOシネマズ）梅田
- HEP FIVE（日语：HEP）
- EST（エスト）（主要在JR高架下）
- 新梅田食道街（日语：新梅田食道街）（JR高架下）

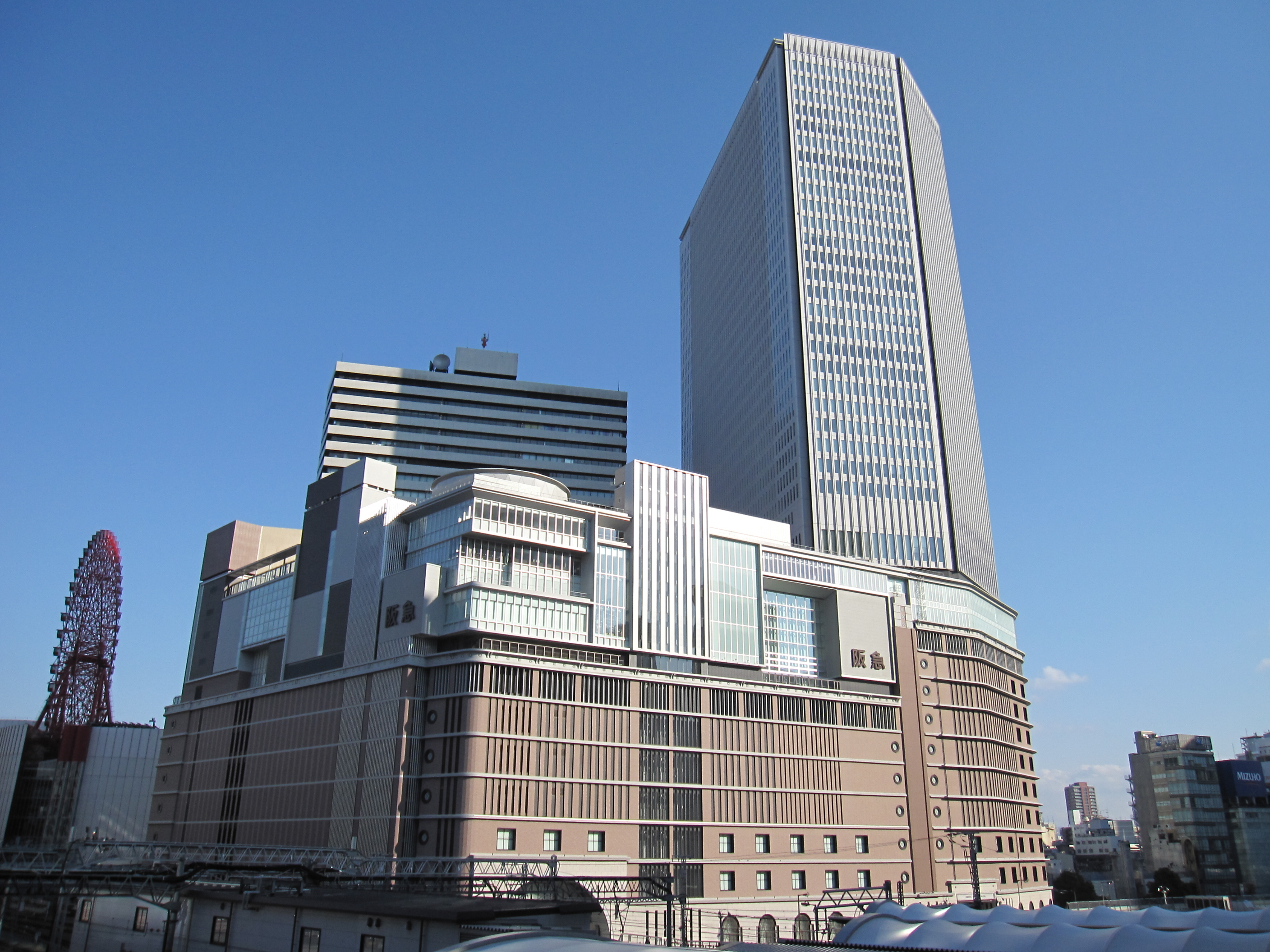
梅田中心大廈（日语：梅田センタービル）
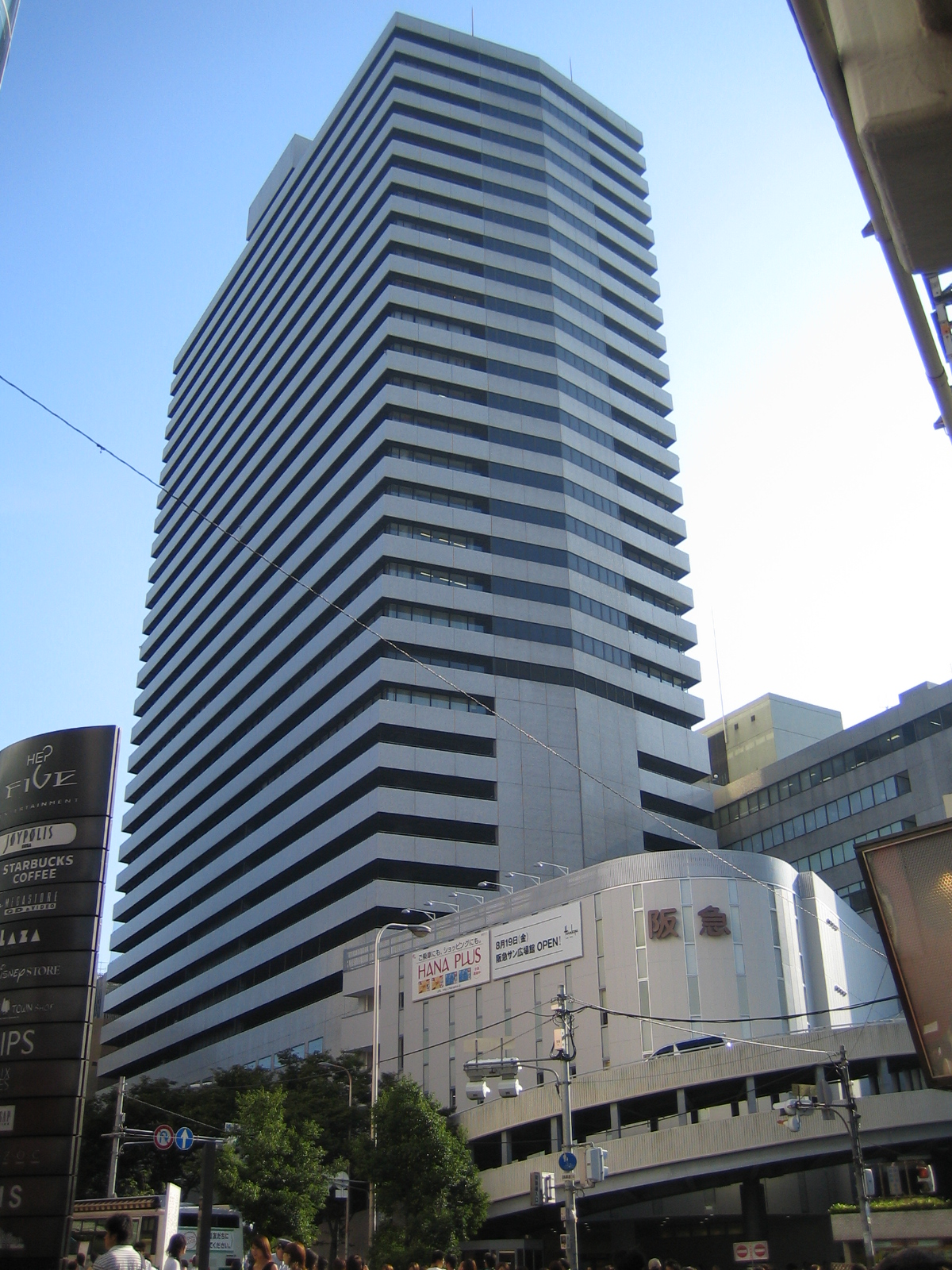
阪急Grand大廈
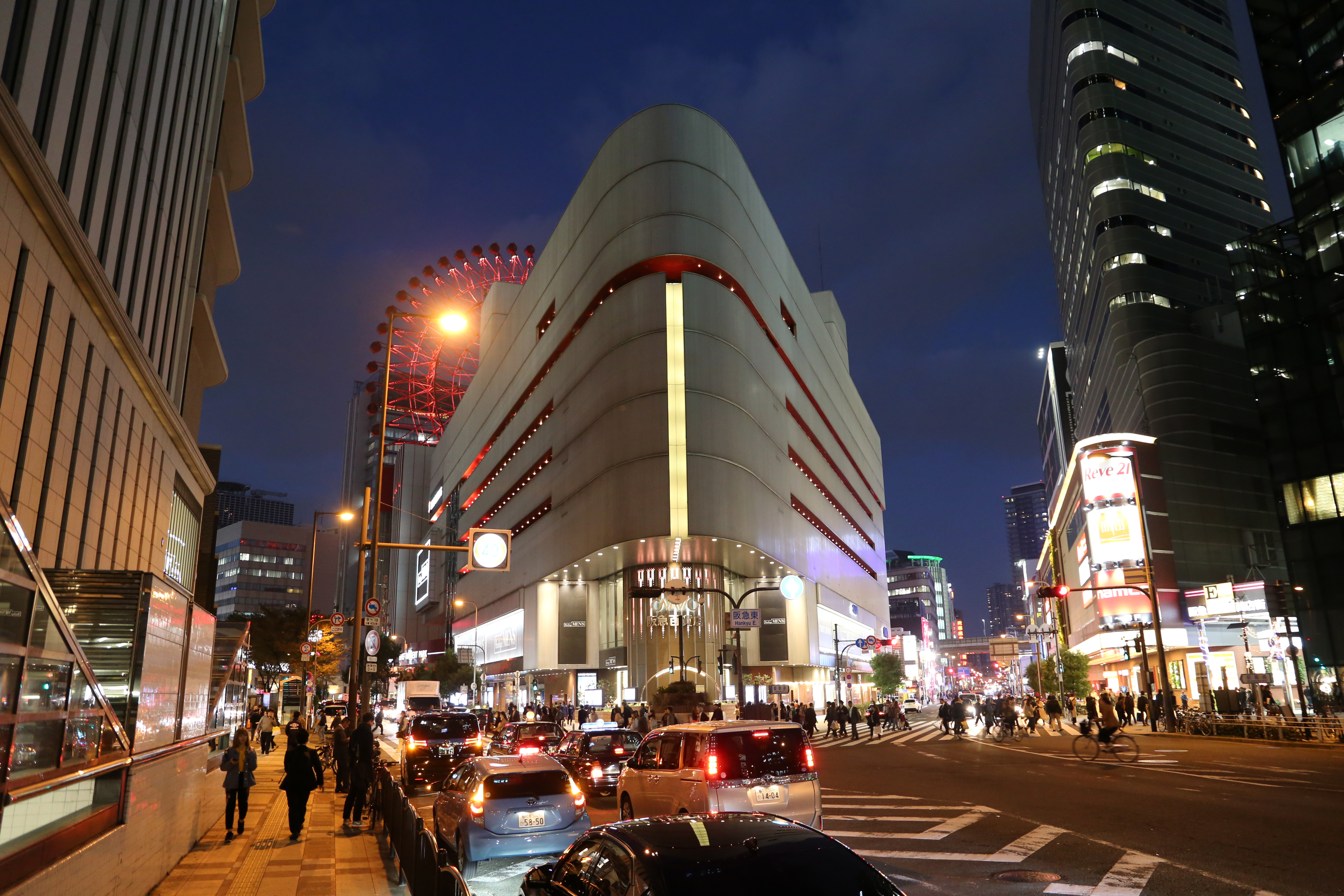
HEP NAVIO
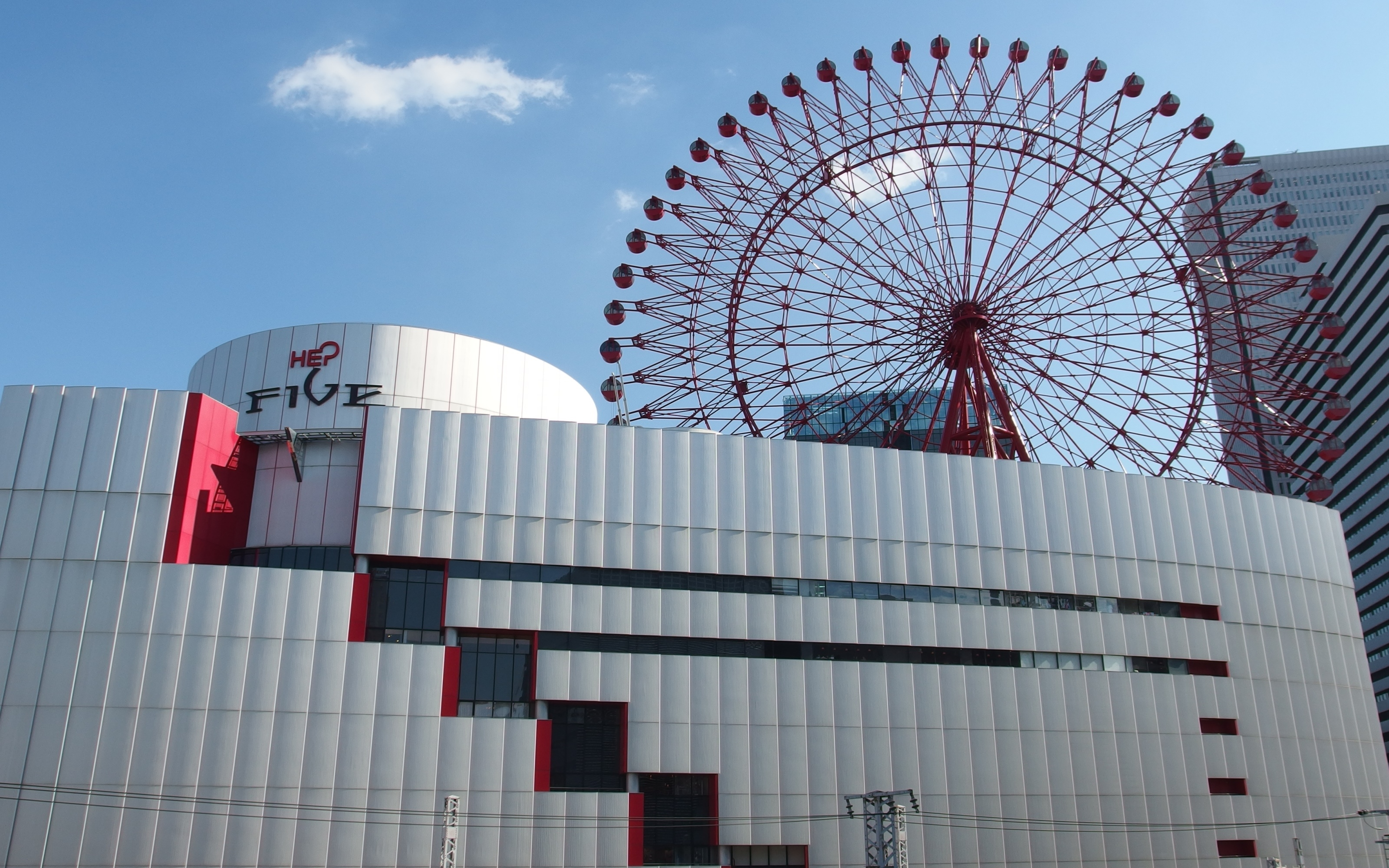
HEP FIVE
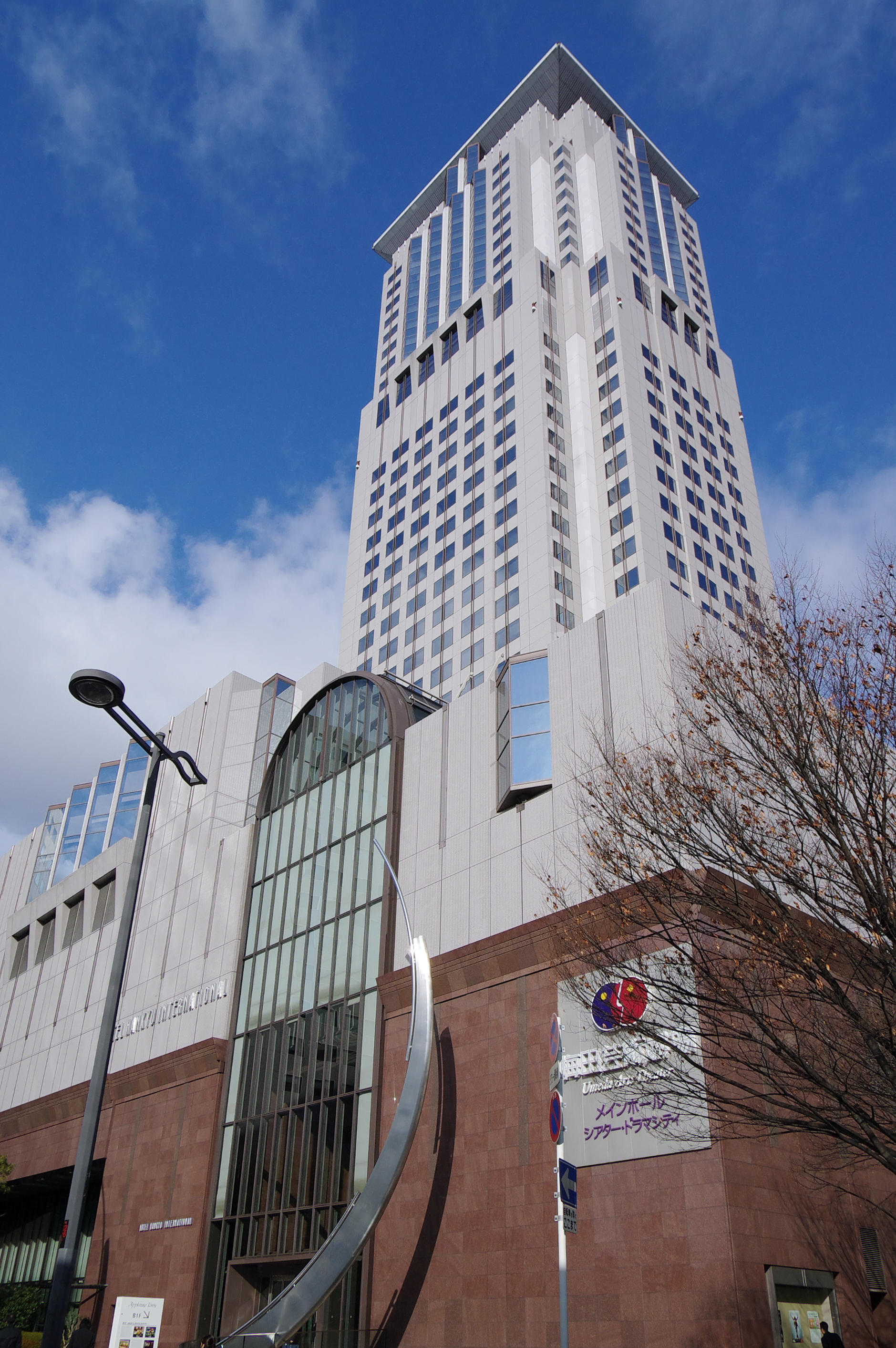
Applause Tower
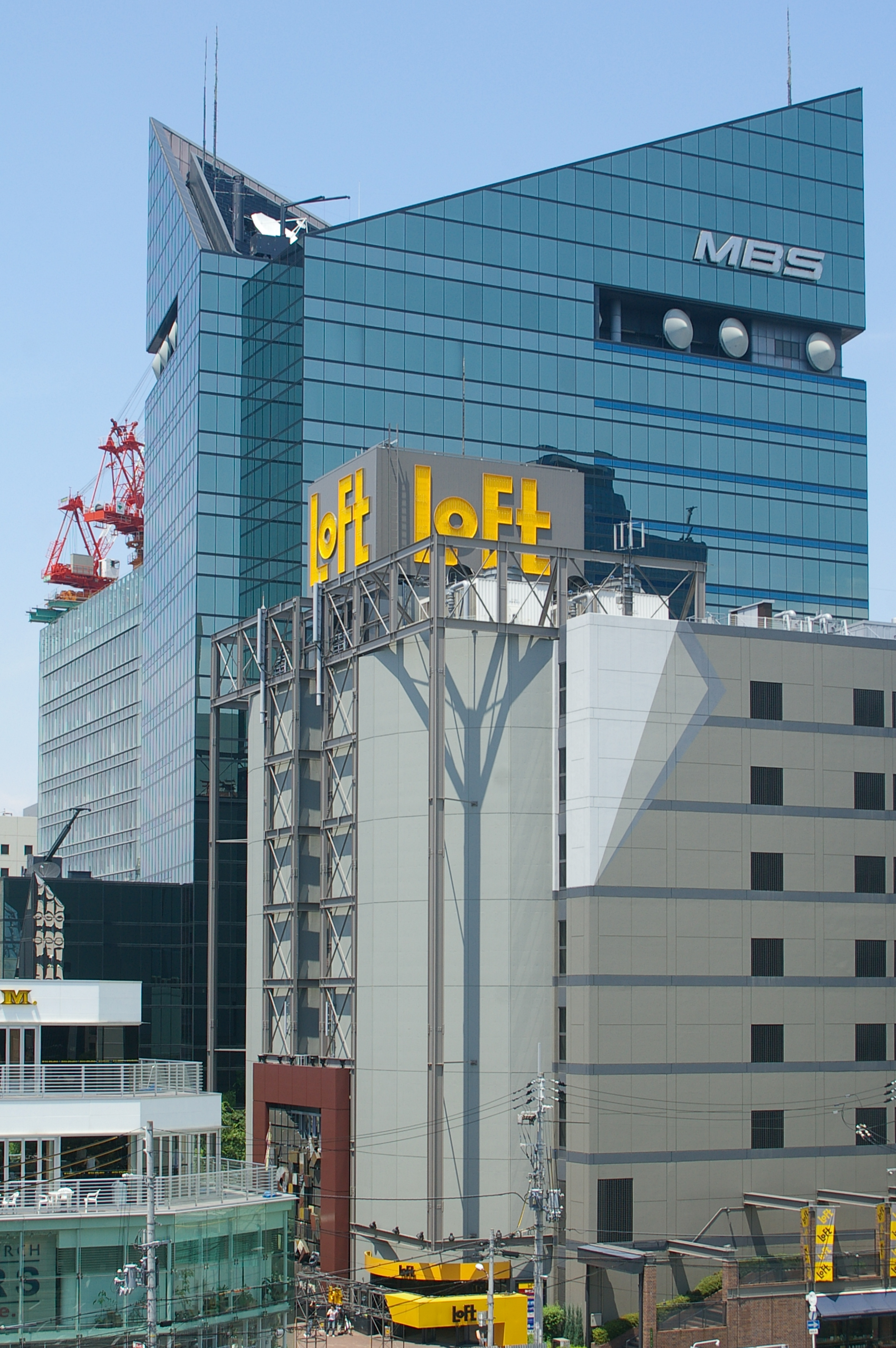
梅田Loft與每日放送本社
  - 大金工業本社
  - 安利美特梅田店
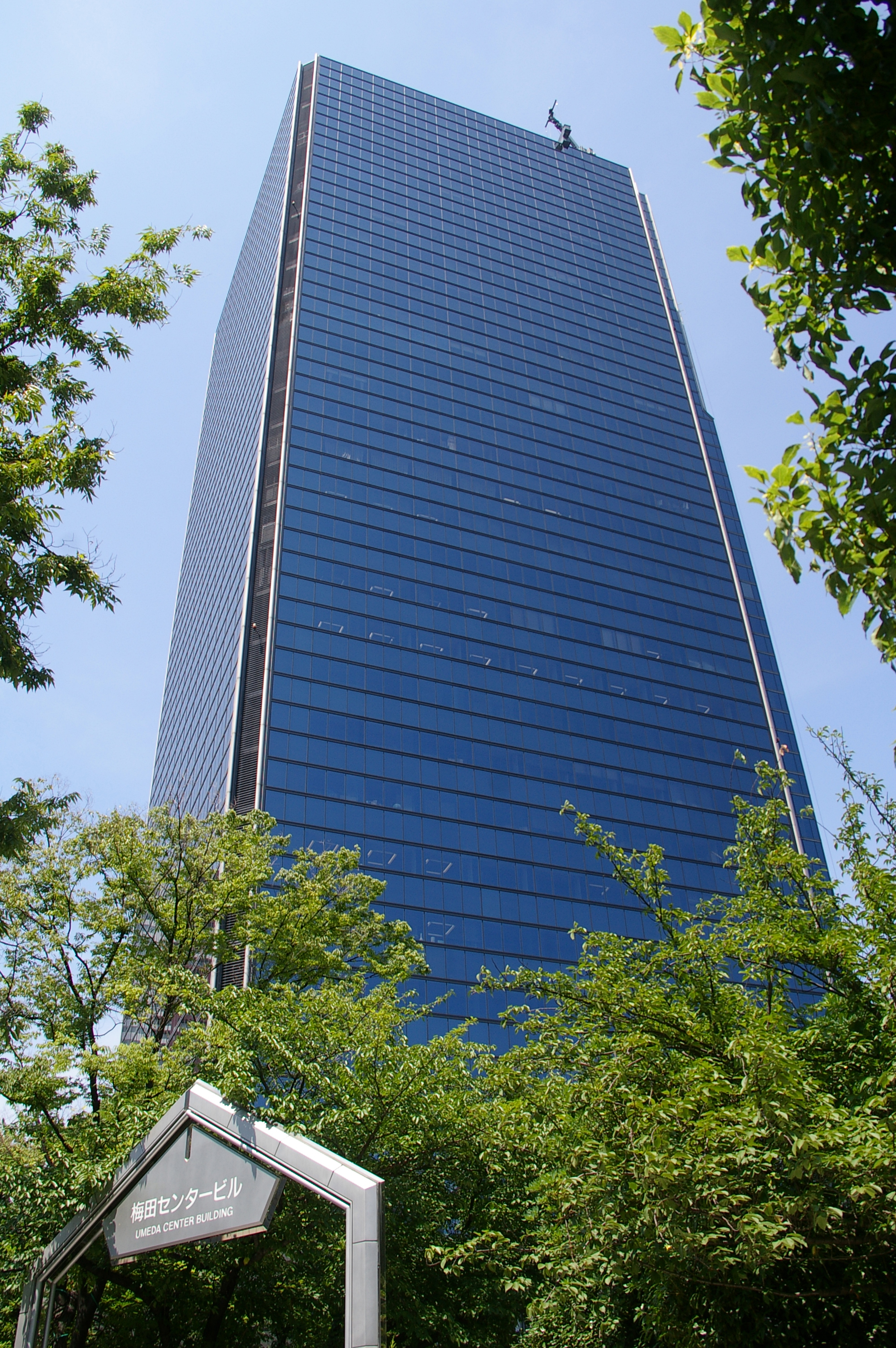
ABC-MART梅田大廈（日语：ABC-MART梅田ビル）
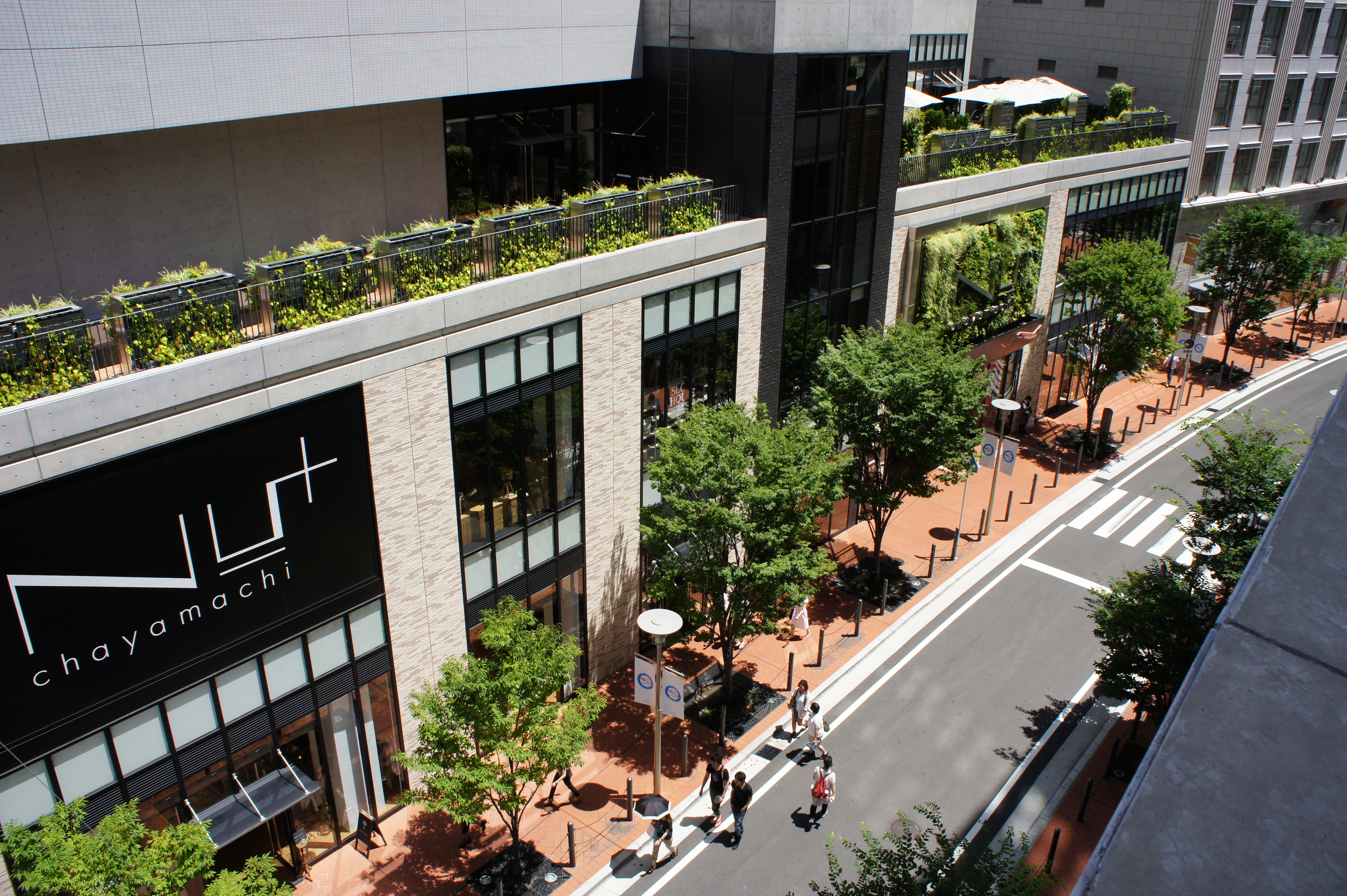
NU茶屋町Plus
  - 梅田OPA（日语：OPA）
  - BABY,THE STARS SHINE BRIGHT（日语：ゴスロリブランド一覧#Baby,_The_Stars_Shine_Bright）梅田店
  - H&M UMEDA
  - ABC-MART Grand Stage 梅田（日语：ABCマート）
- 洋馬本社大廈
- NU茶屋町（日语：NU茶屋町）
- NU茶屋町Plus（日语：NU茶屋町プラス）
- 每日放送(MBS)本社
- 梅田Loft
- 茶屋町Applause（日语：ちゃやまちアプローズ）
  - 梅田藝術劇場
  - 阪急國際酒店（日语：ホテル阪急インターナショナル）
- 阪急阪神控股、阪急電鐵本社
- Chaska茶屋町（日语：チャスカ茶屋町）
  - MARUZEN（日语：丸善）＆淳久堂書店
- PIAS Tower（日语：ピアスタワー）
  - PIAS（日语：ピアス (企業)）本社
  - GAORA（日语：GAORA）本部
- 池田泉州銀行本店

### 大阪站北地區
大深町、芝田二丁目
JR西日本大阪站北側區域，又稱「梅北」。芝田二丁目有濟生會中津醫院、JR西日本本社等。廣大的梅田貨物站（梅田北場）現在再開發中。
JR梅田貨物站舊址（大深町）在2001年友都八喜梅田開幕後開始引起注目。現在廣大的貨物站用地正進行再開發。2013年，複合設施Grand Front大阪開幕，其中的KNOWLEDGE CAPITAL有Panasonic與大阪大學等眾多企業與大學、團體入駐。大阪站前設有大型站前廣場梅北廣場（うめきた広場）。此外，四橋線計畫延伸至新大阪站，並在本地設置十三站。另也計畫將梅田貨物線地下化與建造浪速筋線。先行開發地區以外的17公頃土地計畫在2020年完成開發。

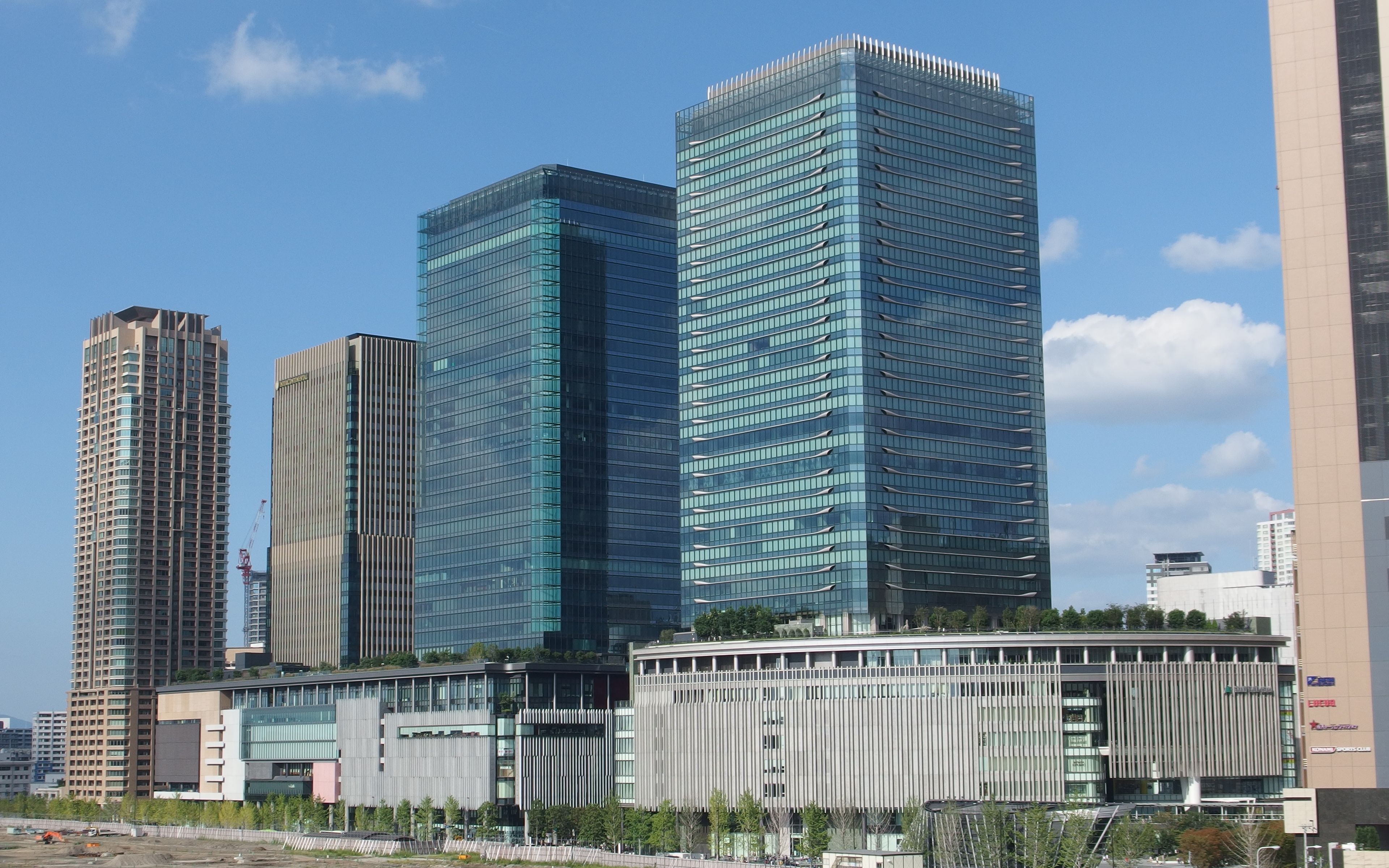
Grand Front大阪
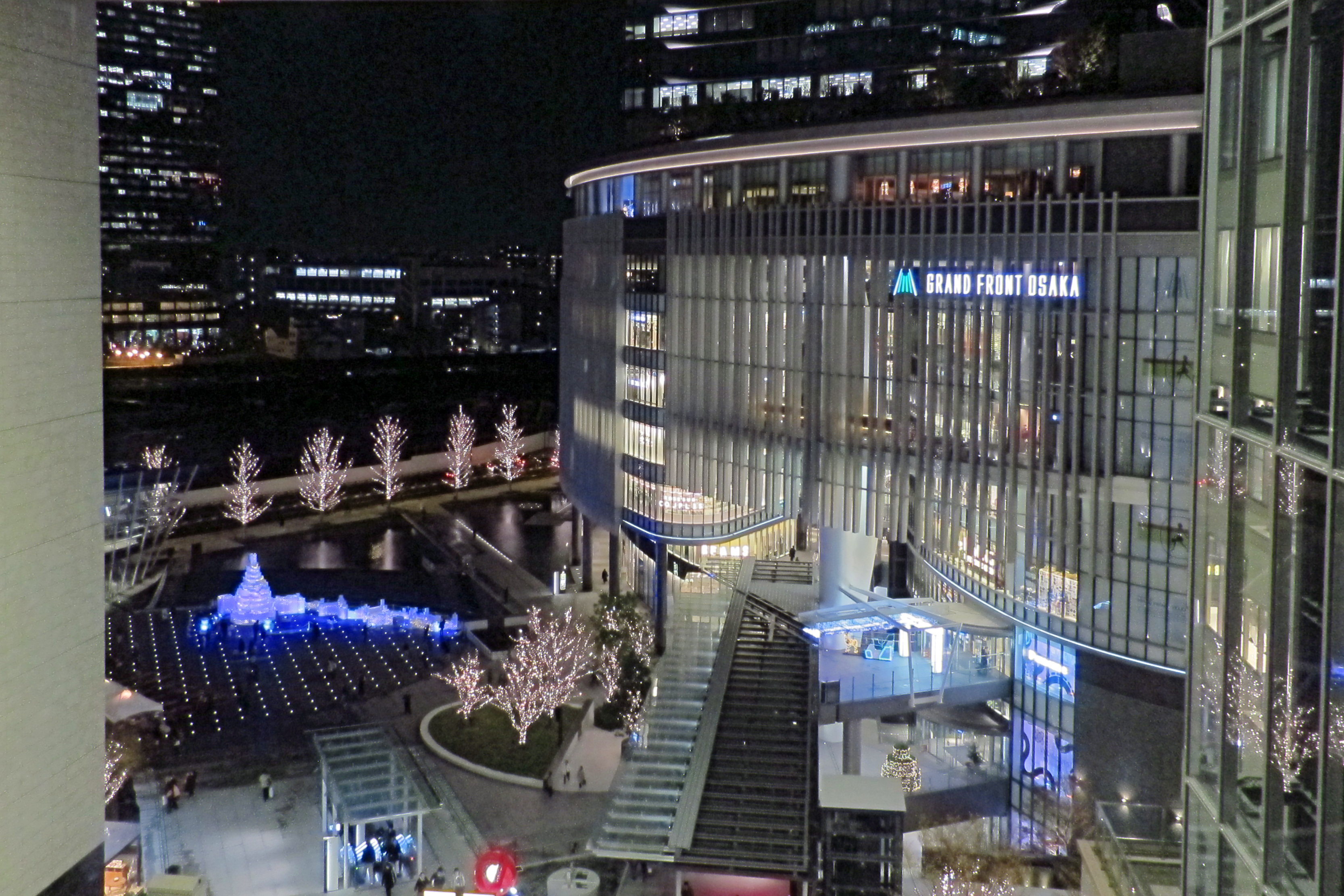
Grand Front大阪南館
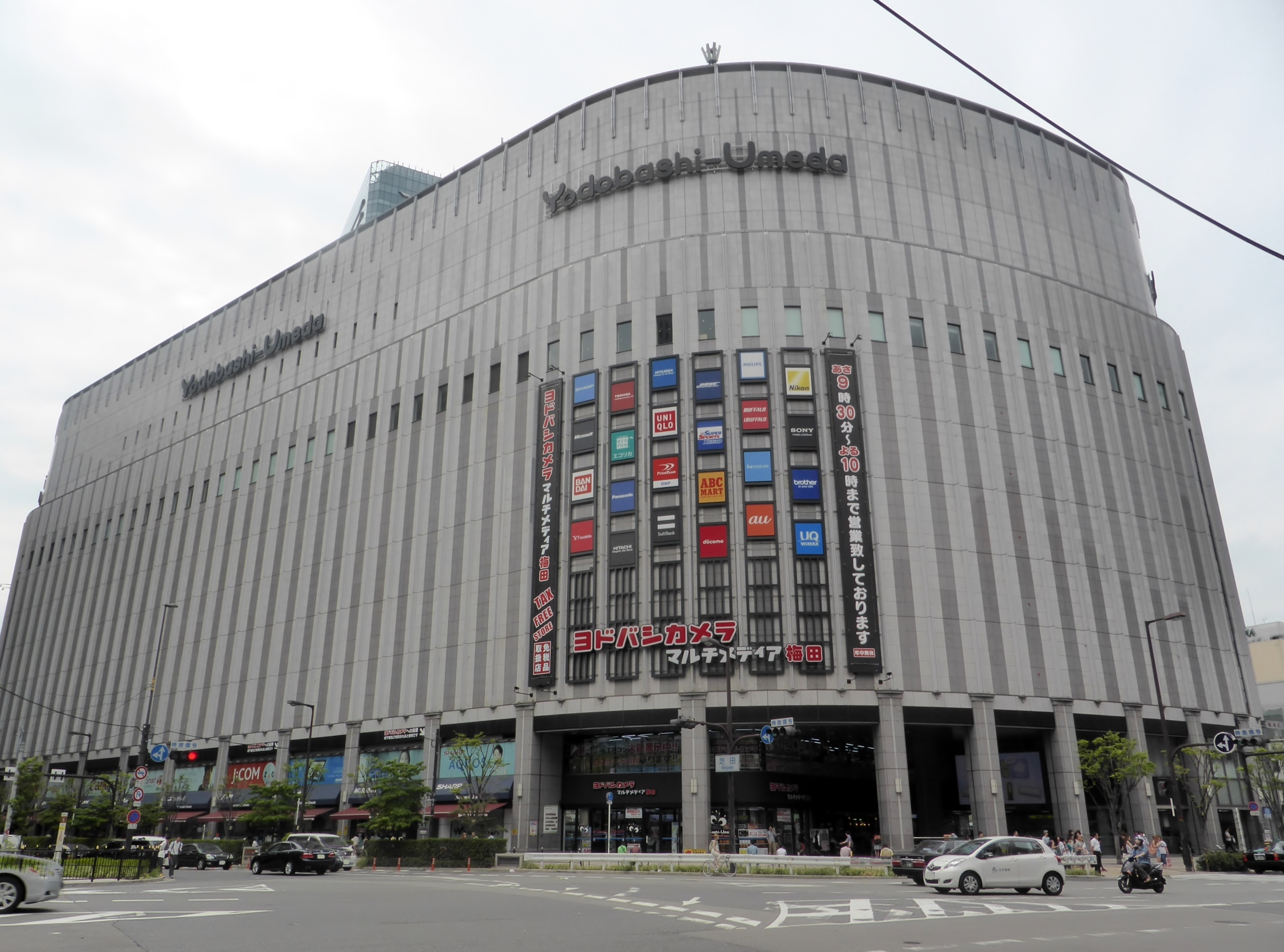
友都八喜梅田
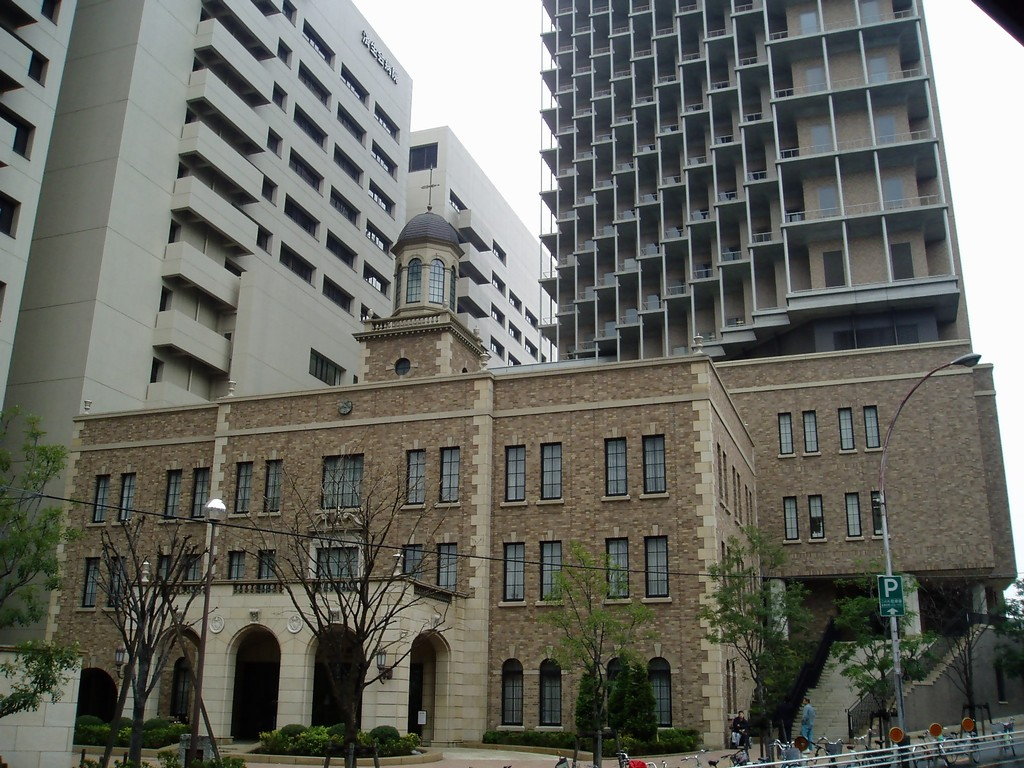
濟生會中津醫院
  - 南館（A塔）
    - 參天製藥本社
    - 日東電工本社
    - 麒麟集團大阪支社

  - 北館（B、C塔）
    - KNOWLEDGE CAPITAL（ナレッジキャピタル）
    - 阿斯特捷利康製藥日本法人本社（B塔）
    - 大阪洲際酒店（日语：インターコンチネンタルホテル大阪）（C塔）
- 友都八喜梅田（日语：ヨドバシ梅田）
  - 友都八喜友都八喜多媒體梅田（日语：ヨドバシ梅田）
  - COMME CA STORE（日语：ファイブフォックス）
- JR西日本本社（日语：JR西日本本社ビル）
- WINS梅田（日语：ウインズ梅田）（中央競馬 場外馬券售場（日语：場外勝馬投票券発売所））
- 濟生會中津醫院（日语：大阪府済生会中津病院）

### 新梅田城

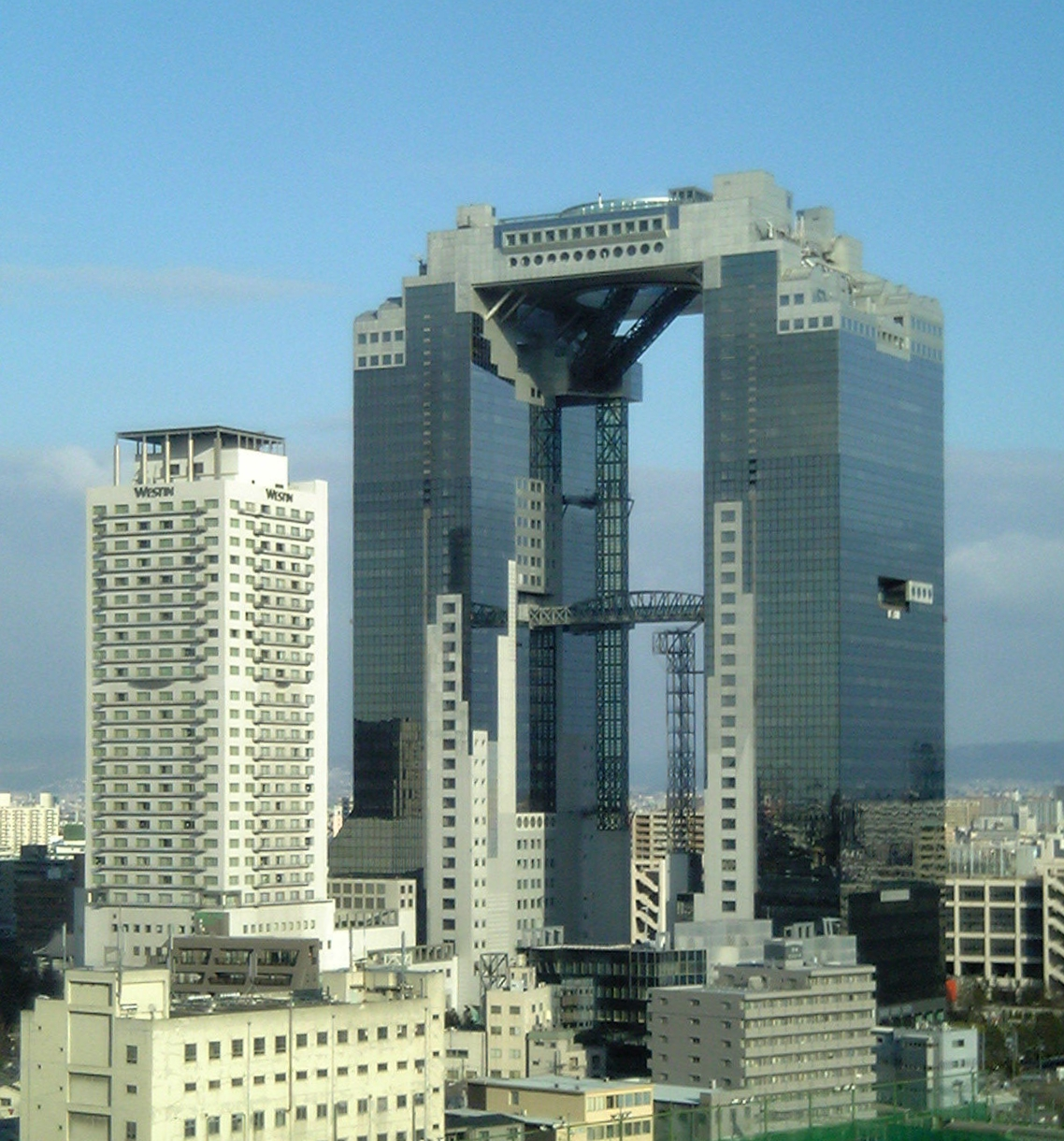
新梅田城

新梅田城是大阪站西北方，以雙子塔（梅田藍天大廈）與大阪威斯汀飯店為中心的區域。位於JR環狀線福島站、阪神本線福島站北方約800公尺、梅田貨物站（梅田北場）再開發地區西側。此地原為積水房屋、東芝、青木建設、大發柴油的所有地，1986年起，4社組成「大阪北梅田再開發事業」進行再開發。梅田藍天大廈是雙子塔構造，上層連結的部分為展望台「空中庭園」，可見西梅田的大樓全景與遠眺生駒山與六甲山，天氣允許時還可見到和歌山方向、明石海峽大橋等，是著名觀光景點。
- 梅田藍天大廈
  - 積水房屋本社
  - 大發柴油（日语：ダイハツディーゼル）本社
- 大阪威斯汀飯店（日语：ウェスティンホテル大阪）

### 東梅田地區
小松原町、堂山町、曾根崎二丁目、太融寺町、兔我野町
JR大阪站東至東南方的區域，有曾根崎警察署與大阪富國生命大廈等眾多大樓。阪急百貨店往東延伸的阪急東通商店街（小松原町、堂山町）聚集許多居酒屋等餐飲店，並有許多柏青哥店與遊戲中心、風俗店等。曾根崎二丁目的曾根崎御初天神通商店街是從露天神社（御初天神）往南延伸的商店街，居酒屋、壽司屋、御好燒屋林立。堂山町有許多情侣酒店與風俗店，是西日本最大的同性戀者社區，並有競艇場外舟券發售場BOATPIER梅田。太融寺町的廣場梅田大廈（プラザ梅田ビル）設有LiveHouse與職業摔角場、大眾演劇等。

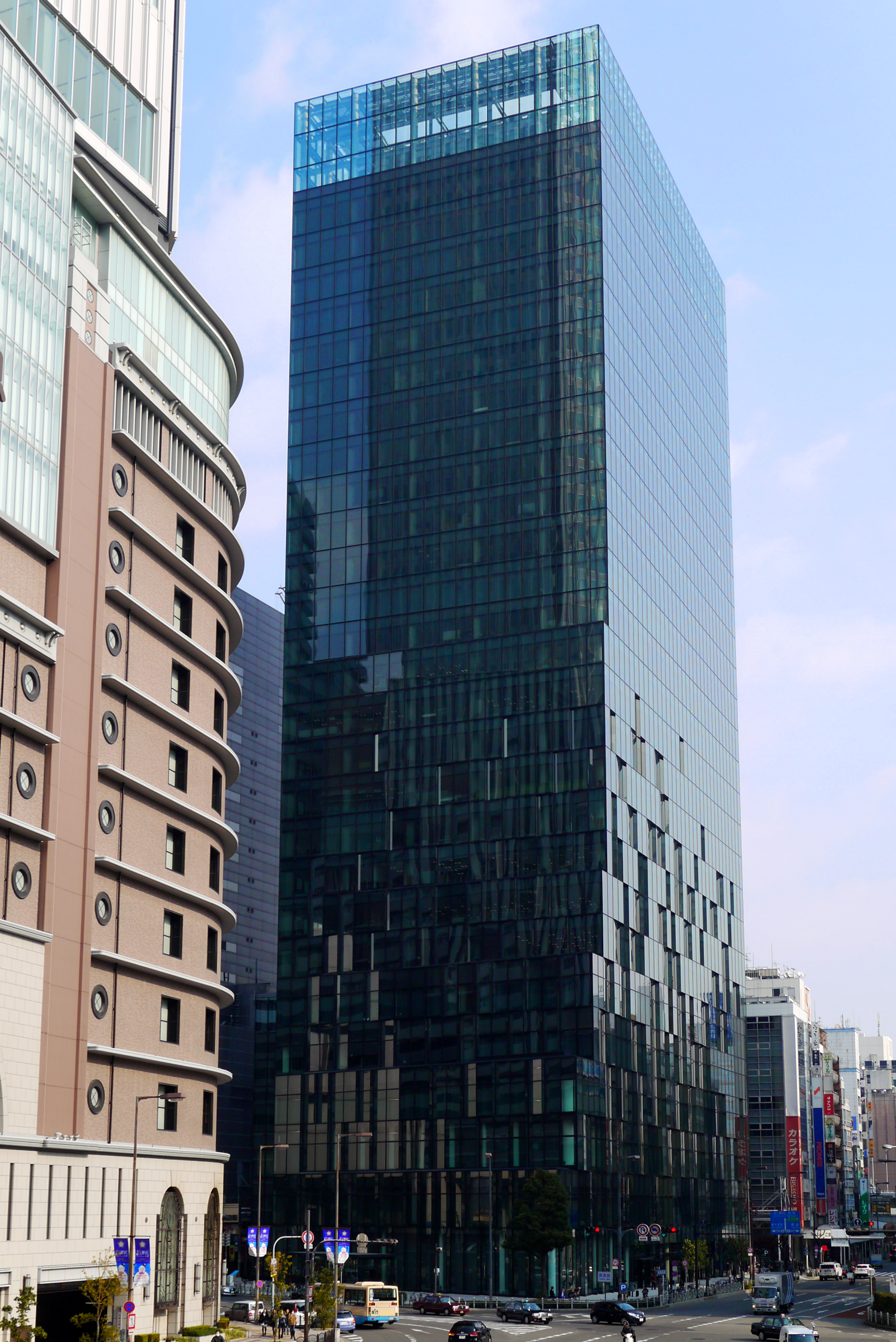
大阪富國生命大廈（日语：大阪富国生命ビル）
- OS大廈（日语：オーエス）
  - NAMCO梅田店
- OS樂天地大廈（日语：オーエス）
  - TOHO影院（日语：TOHOシネマズ）梅田別館
- 唐吉訶德梅田本店
  - TROUND ONE（日语：ラウンドワン）梅田店
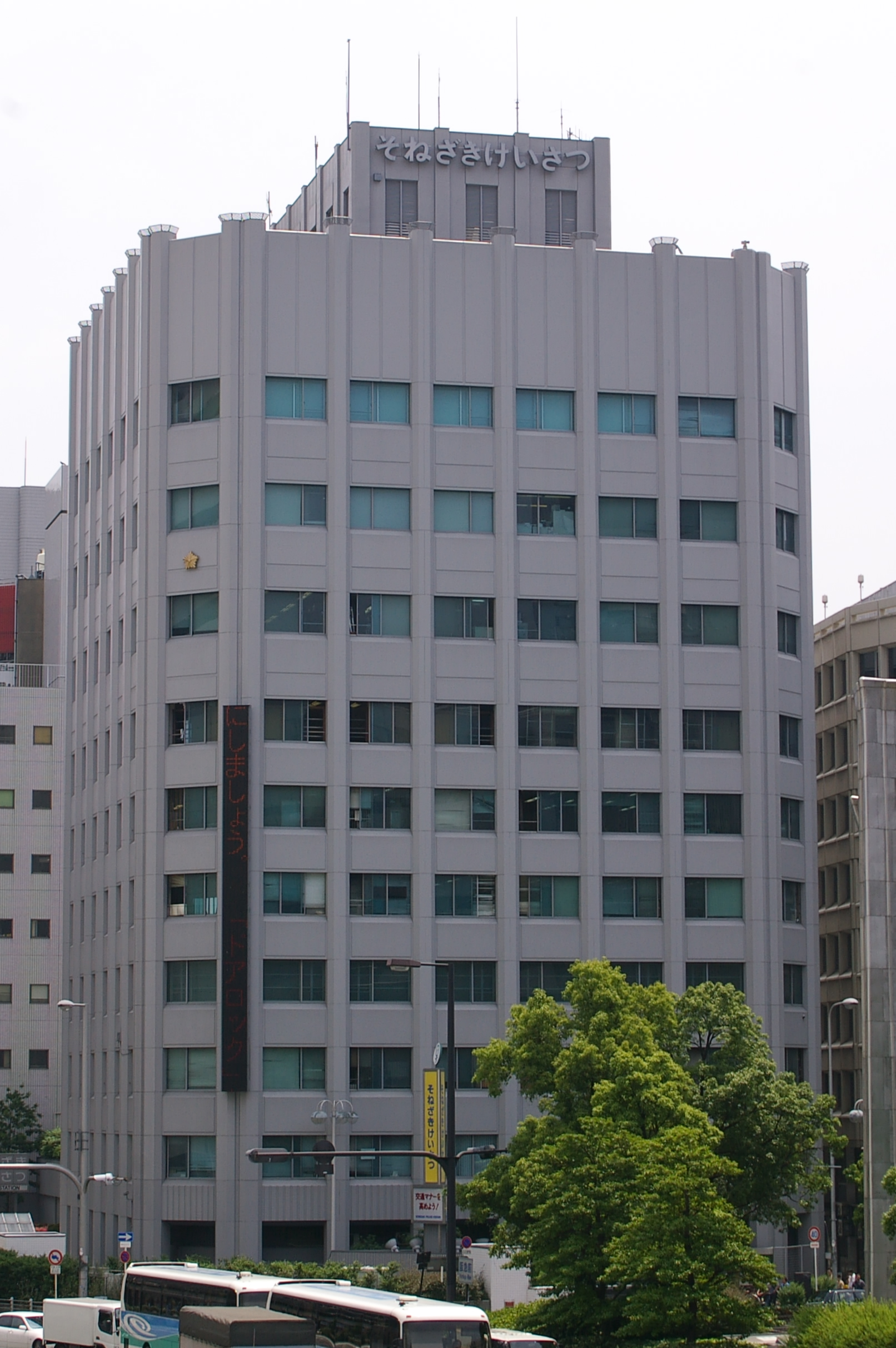
曾根崎警察署（日语：曽根崎警察署）
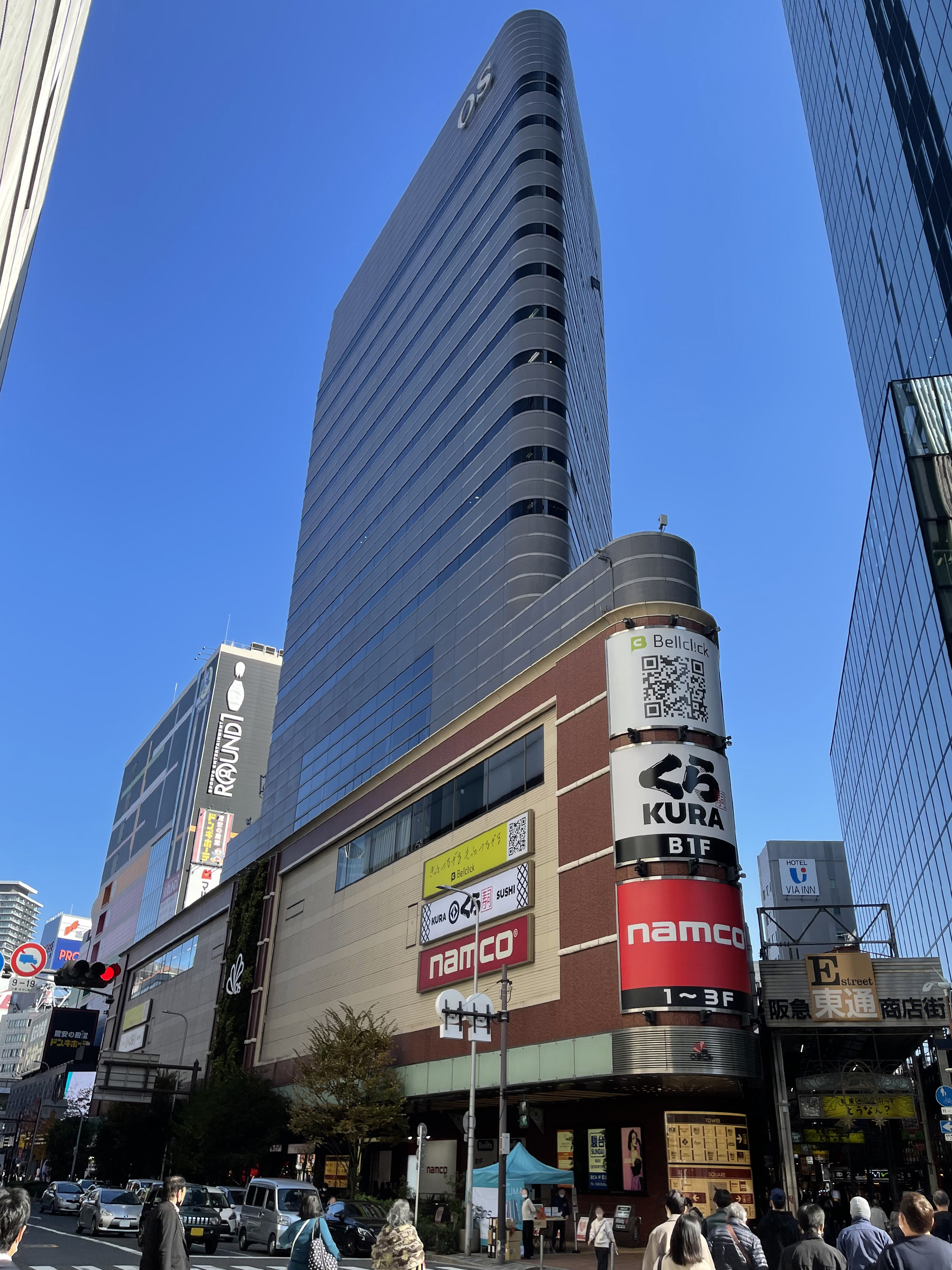
清和梅田大廈（建設中）
  - 旭屋書店（日语：旭屋書店）本店（休業中）
- 梅田OS大廈（日语：オーエス）
  - 梅田OS飯店（日语：オーエス）
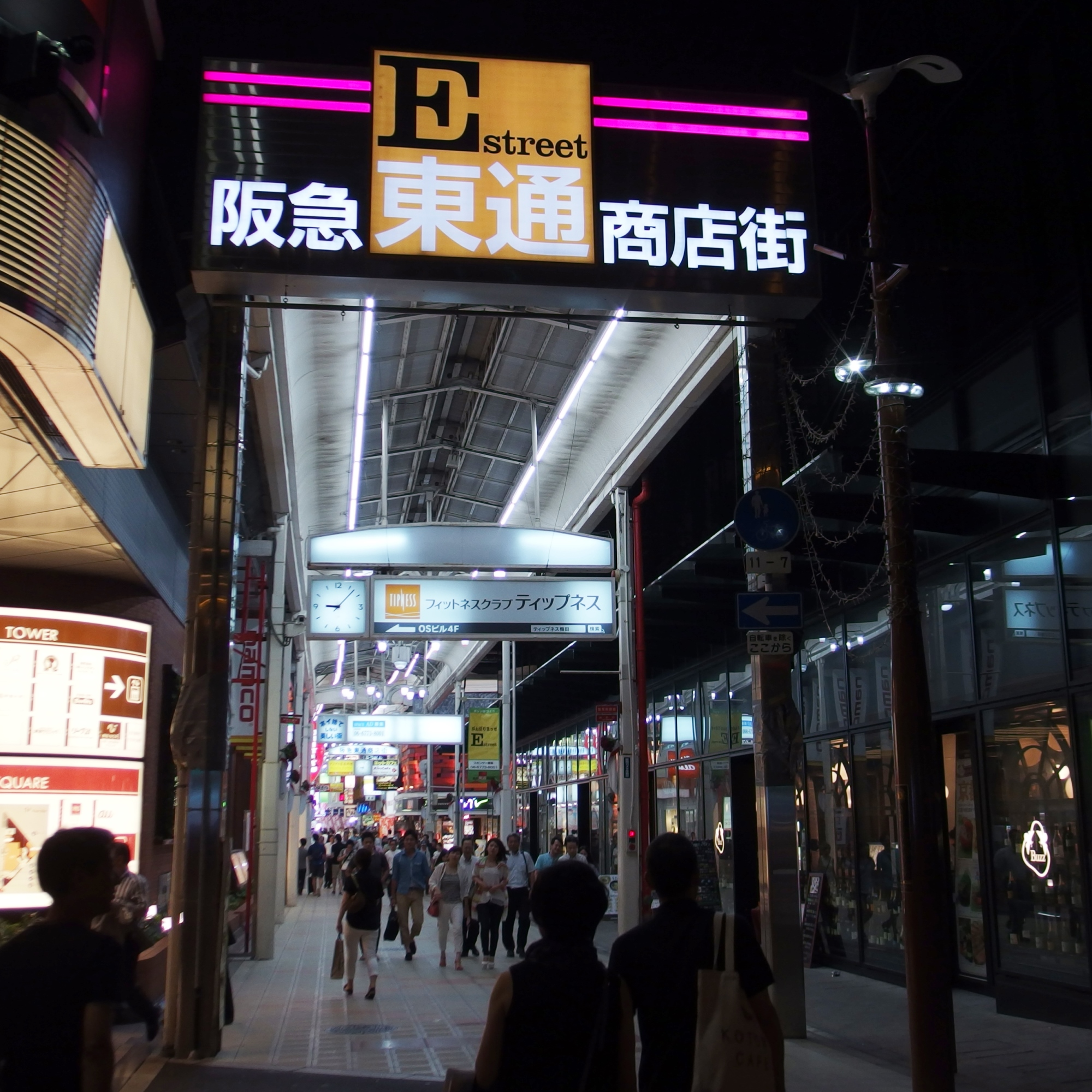
阪急東通商店街（日语：阪急東通商店街）
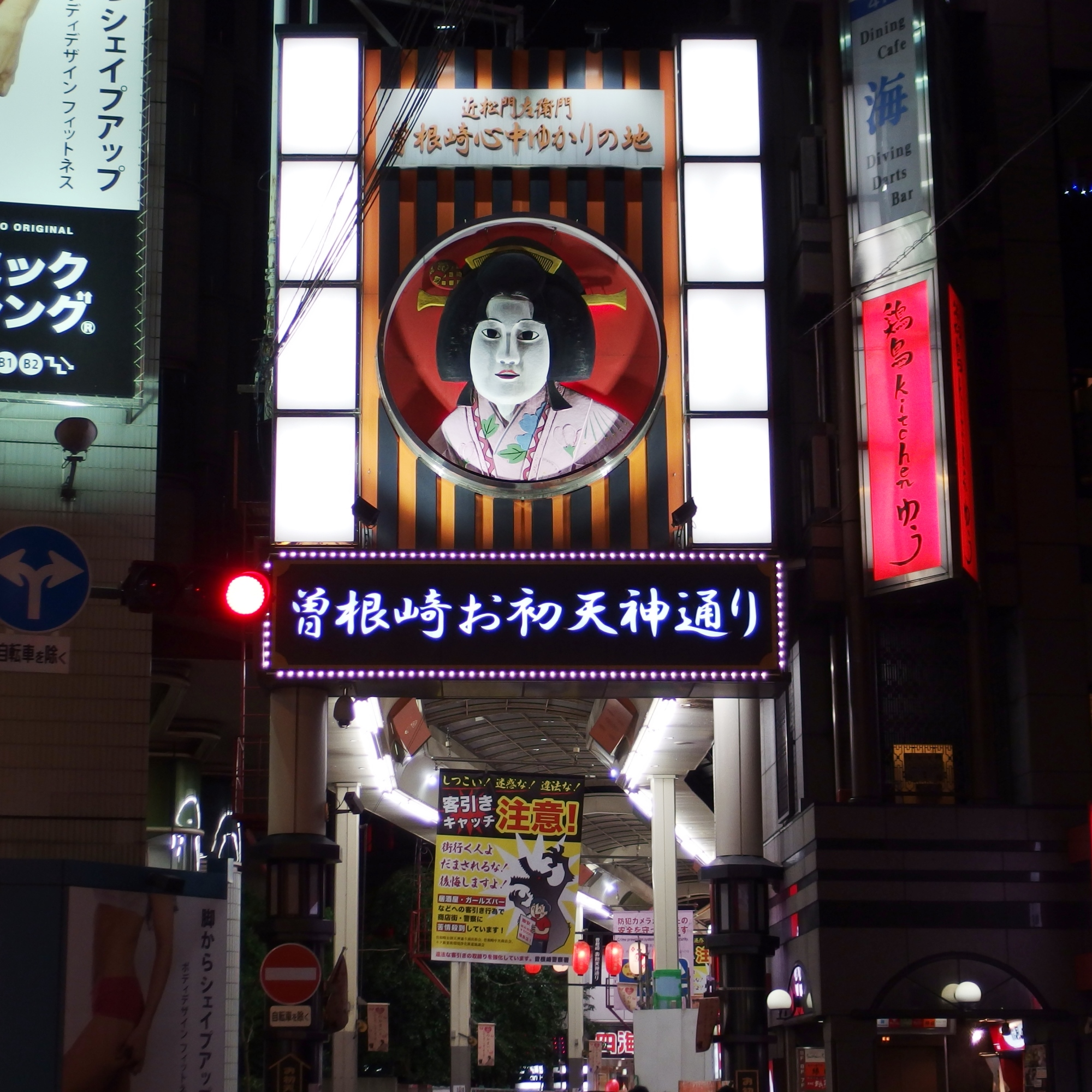
曾根崎御初天神通商店街
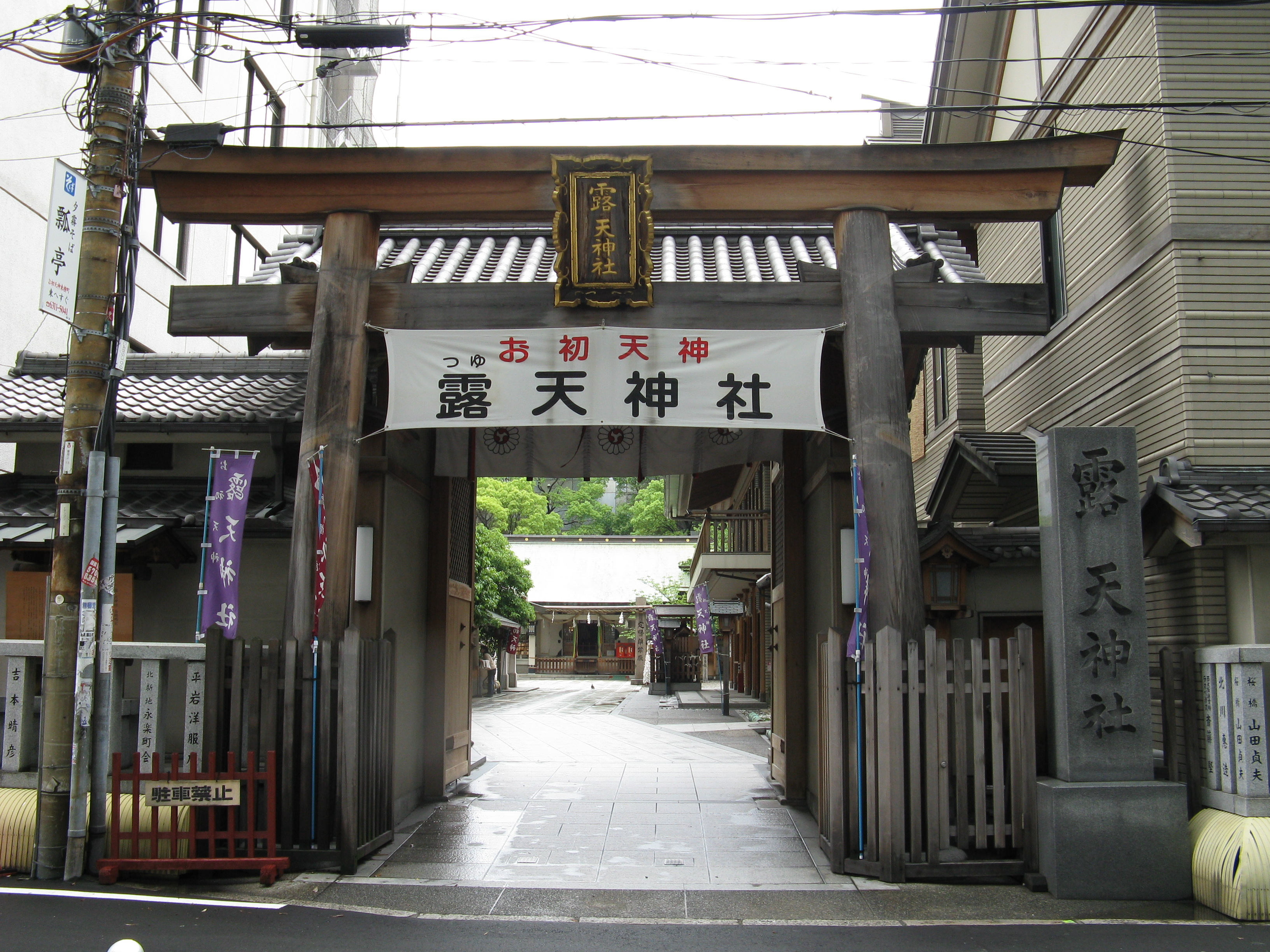
露天神社（御初天神）（日语：露天神社）
- 廣場梅田大廈（プラザ梅田ビル）
  - 梅田CLUB QUATTRO
- BOATPIER梅田（日语：ボートピア梅田）（場外舟券售場（日语：競艇場外発売場））

### 北新地
曾根崎新地一丁目・堂島一丁目

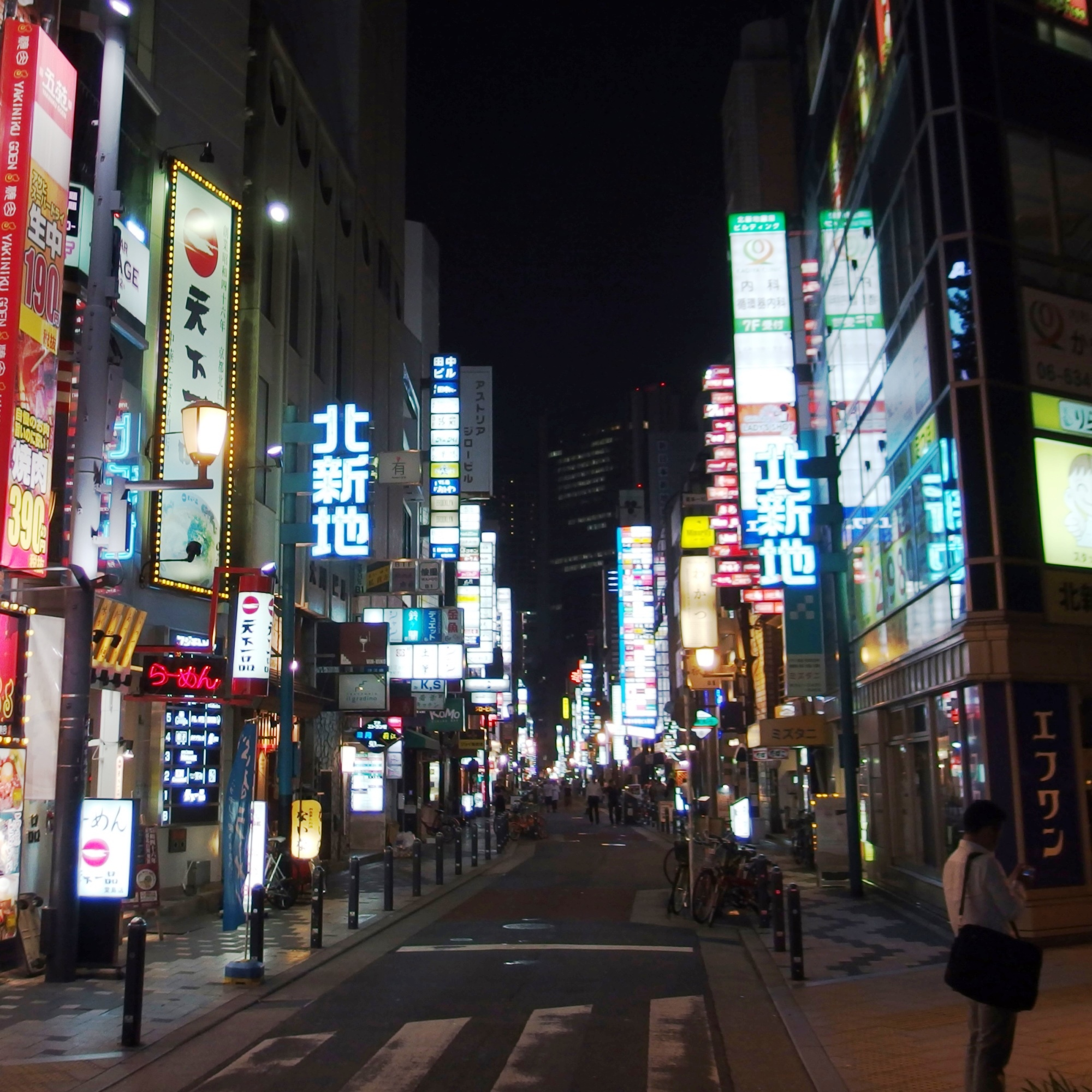
北新地

北新地是曾根崎通（國道2號）以南的區域，由於鄰接中之島辦公商區，有時也不包含在梅田的範圍內。泡沫時期高級俱樂部林立，是上流歡樂街，近年平民居酒屋與餐飲店逐漸增加。雖然是歡樂街，但並無性風俗店。國道2號地下有JR東西線北新地站。

### 地下街
梅田的地下街北至茶屋町，南至堂島，東至堂山町，西至大阪花園城。主要的地下街有Whity梅田、Diamor大阪、堂島地下中心，加上阪急三番街、阪急百貨店、阪神百貨店、JR大阪站、大阪站前大廈、大阪富國生命大廈、新阪急大廈、HERBIS OSAKA等地下街，形成一座巨大的繁華街。由於地上空間缺乏規畫，為了增加地下空間而無節制的擴張、連結，彼此之間的連絡與統一性非常不佳。
- Whity梅田（日语：ホワイティうめだ）
- Diamor大阪（日语：ディアモール大阪）
- 堂島地下中心（日语：堂島地下センター）

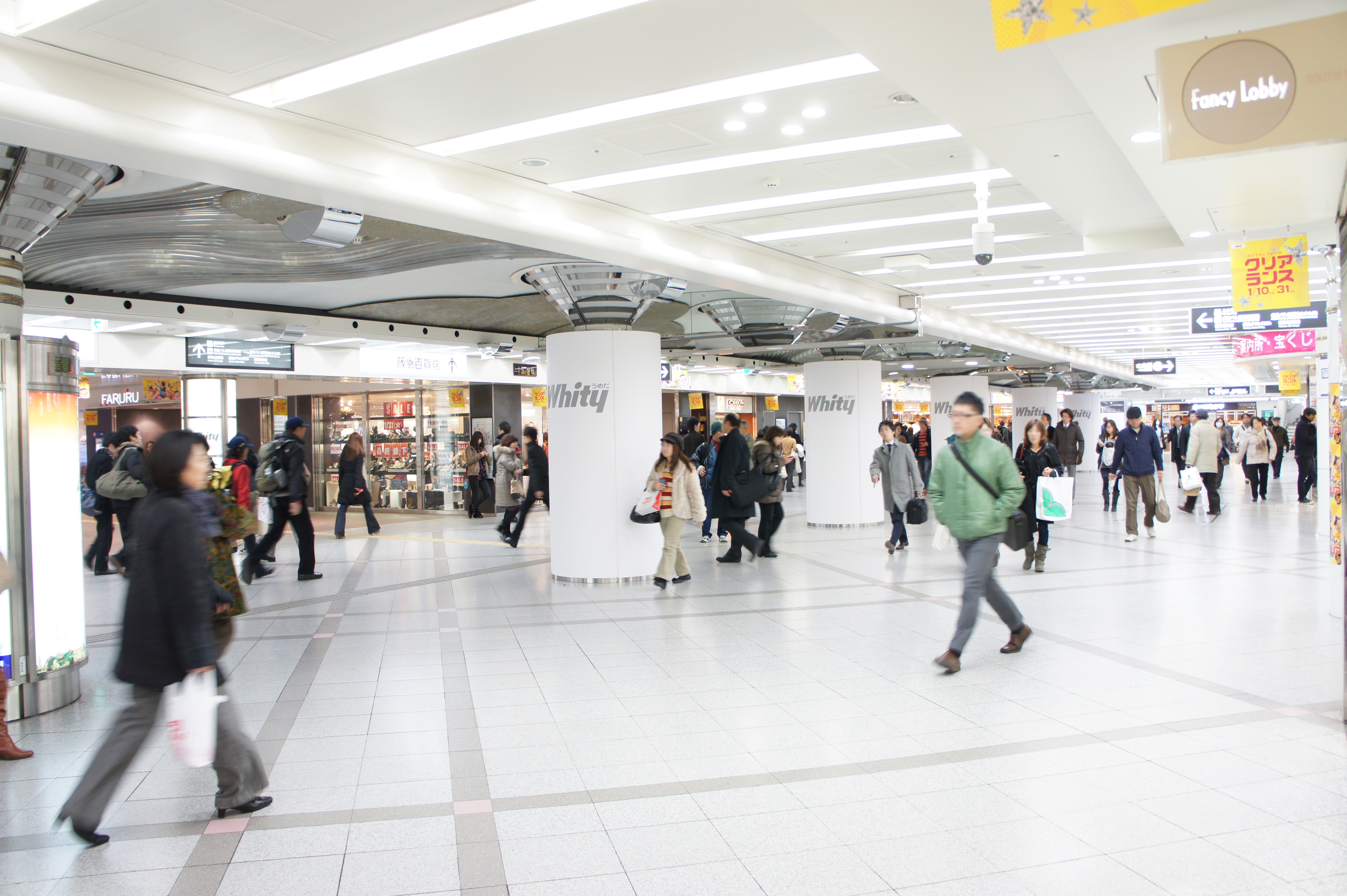
Whity梅田
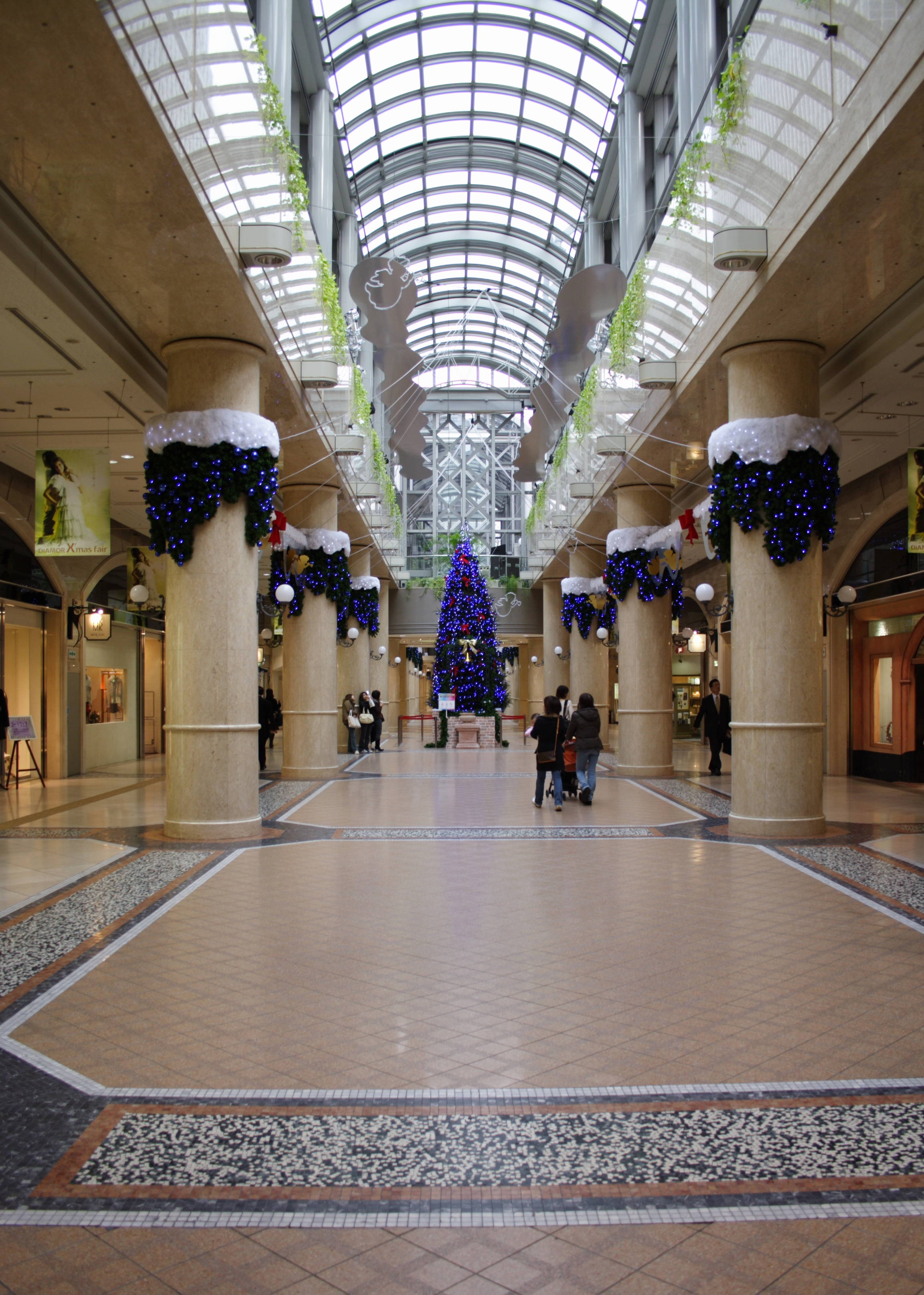
Diamor大阪

## 鐵路車站

### 鐵道
- 西日本旅客鐵道（JR西日本）
  - 大阪站：■東海道本線（JR京都線、JR神戶線）、■福知山線（JR寶塚線）、■大阪環狀線
  - 北新地站：■JR東西線
- 阪急電鐵
  - 大阪梅田站：■神戶本線、■阪急宝塚本線、■京都本線（正式起點為十三站）- 車站編號HK-01
- 阪神電氣鐵道
  - 大阪梅田站：本線 - 車站編號 HS 01
- 大阪市營地下鐵
  - 梅田站： 大阪市高速電氣軌道御堂筋線－車站編號 M16
  - 東梅田站： 大阪市高速電氣軌道谷町線－車站編號 T20
  - 西梅田站： 大阪市高速電氣軌道四橋線－車站編號  Y11

### 道路、高速道路
- 阪神高速11號池田線
  - 梅田出入口
- 御堂筋
- 新御堂筋（日语：新御堂筋）（國道423號（日语：国道423号））
- 國道1號
- 國道25號
- 國道176號（日语：国道176号）
- 國道2號
- 國道26號
- 國道163號
- 國道165號（日语：国道165号）

### 公共自行車

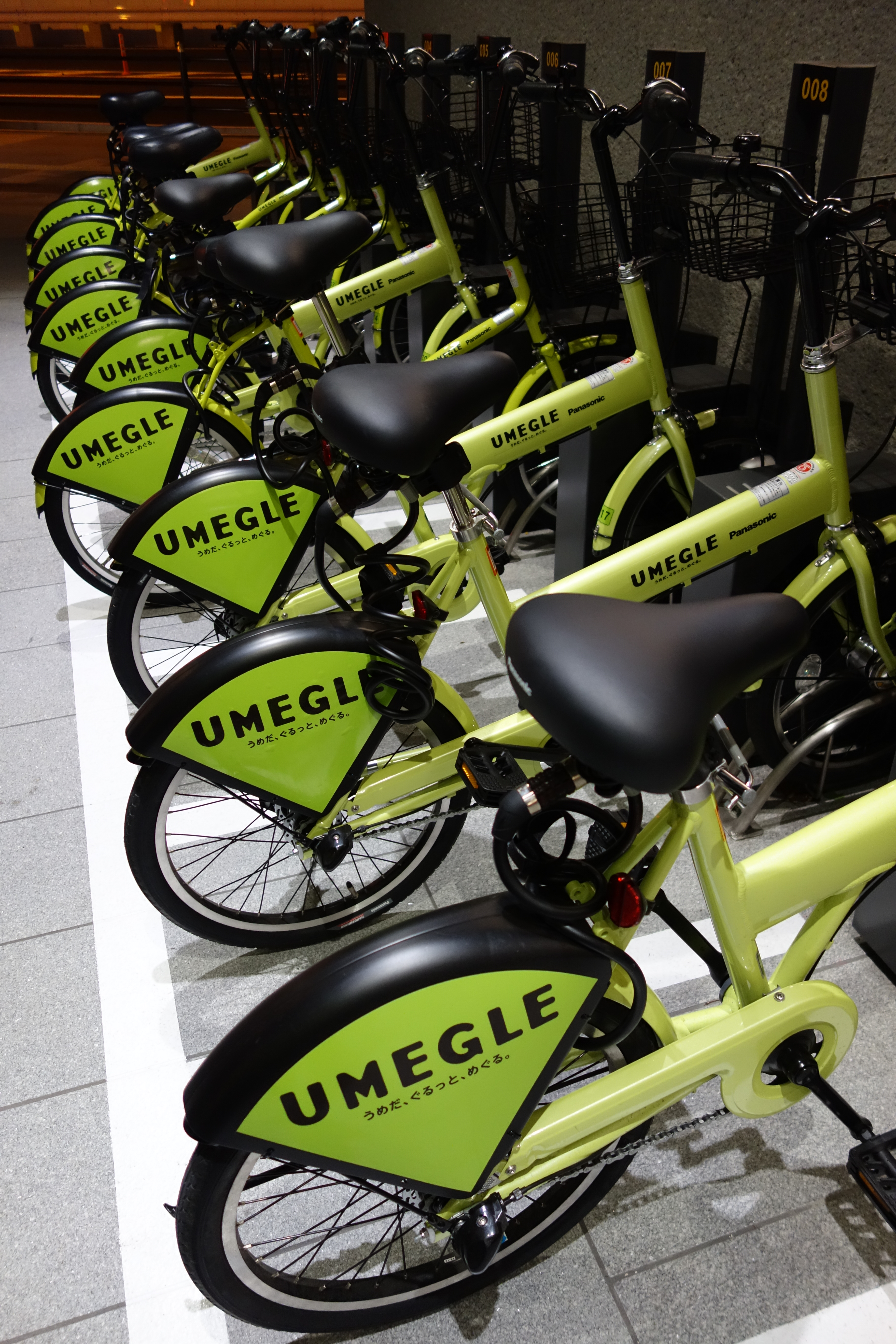

- UMEGLE-CHARI（うめぐるチャリ） （页面存档备份，存于）

## 外部連結
- UMEDA CONNECT （页面存档备份，存于） - 梅田地區區域管理實踐連絡會（JR西日本、阪急電鐵、阪神電鐵）
- 大阪花園城 （页面存档备份，存于）

34°42′0″N 135°29′49.2″E / 34.70000°N 135.497000°E